# Státní muzeum umění
Státní muzeum umění (dánsky Statens Museum for Kunst, zkratkou SMK) je dánské národní muzeum výtvarného umění se sídlem v Kodani. Spravuje asi 9000 obrazů a soch, 240 000 grafik a přes 2600 odlitků soch. Jádrem sbírky jsou umělecké předměty nashromážděné dánskými králi. Ze starých mistrů jsou zastoupeni například Andrea Mantegna, Cranach starší, Tizian, Rubens, Rembrandt a Dürerovy grafiky. Sbírka moderního francouzského umění, kterou muzeu daroval sběratel Johannes Rump, obsahuje jména jako Matisse, Picasso, Derain a Braque. Dále muzeum vlastní rozsáhlou sbírku dánského a severského výtvarného umění.

## Ukázka sbírek

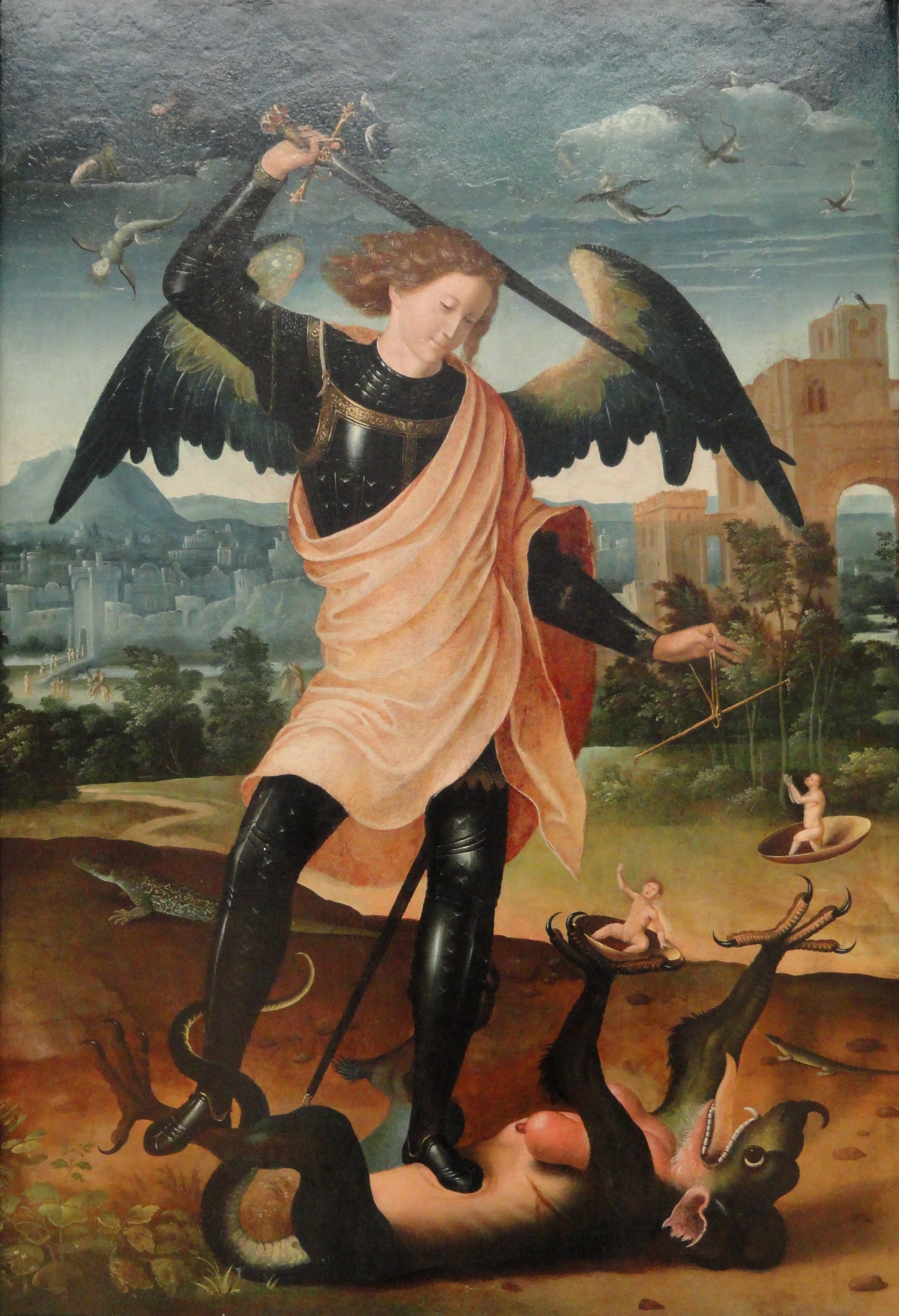
Španělský mistr: Archanděl Michael a drak
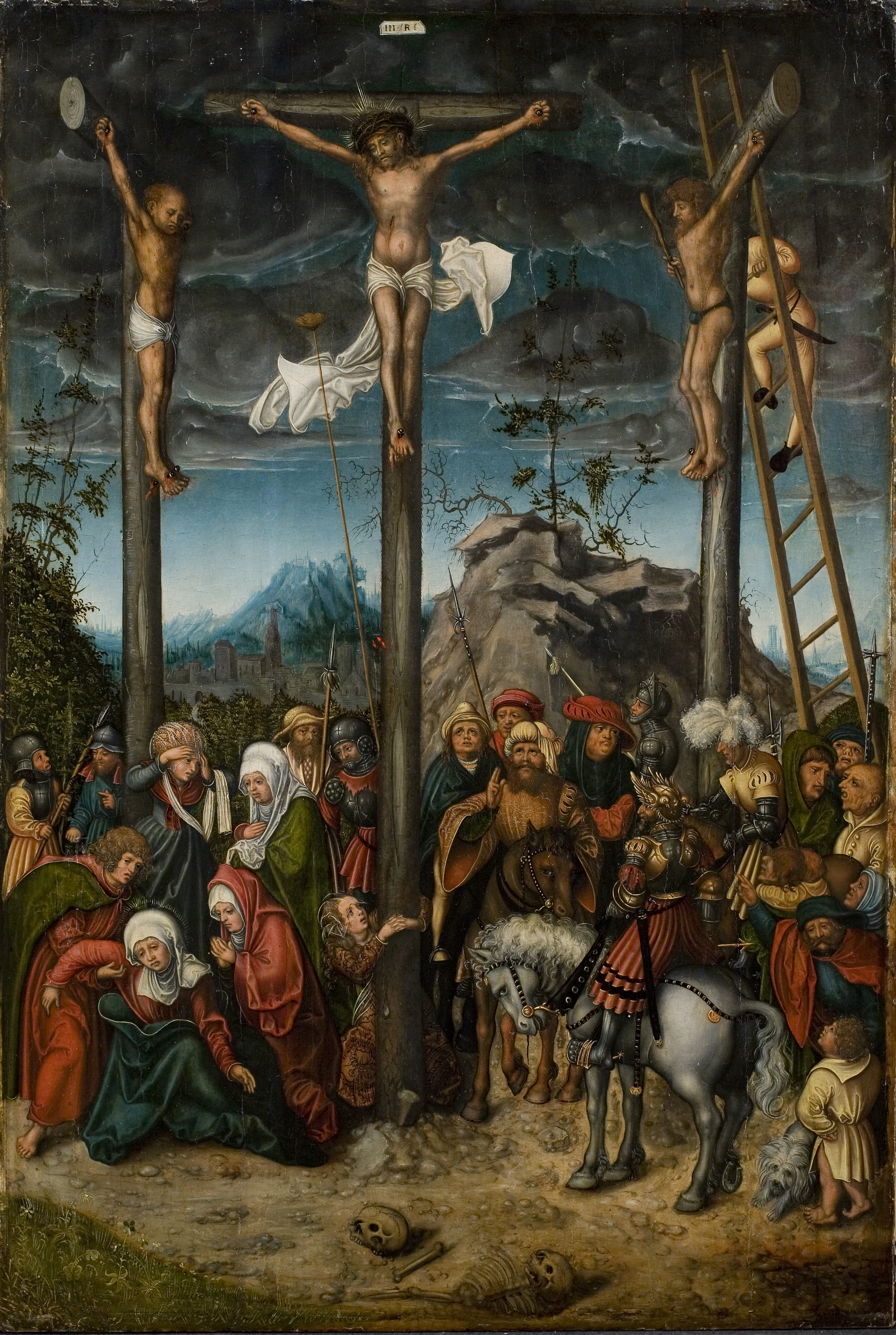
Lucas Cranach starší: Ukřižování
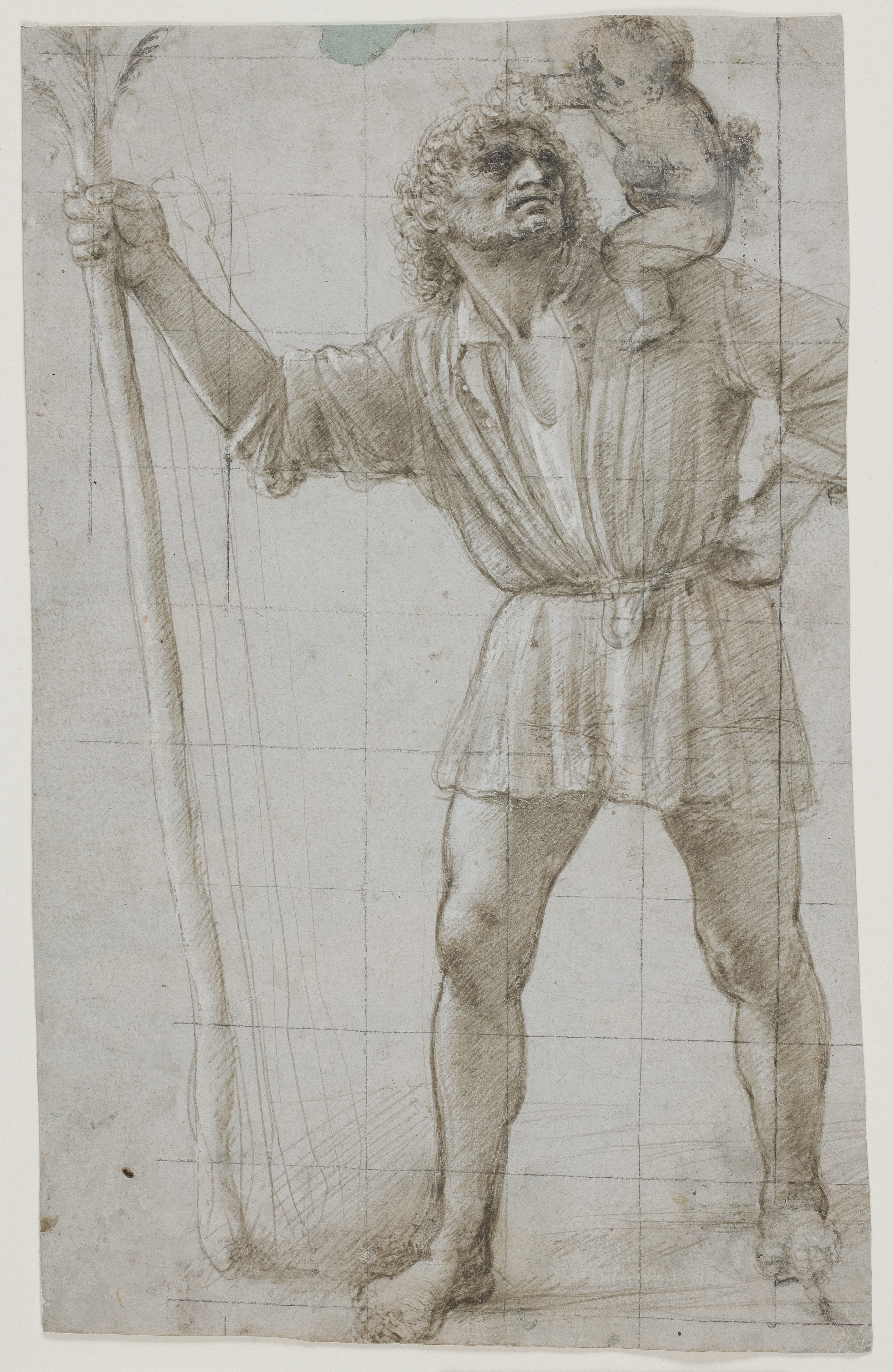
Donato Bramante: Sv. Kryštof, 1490
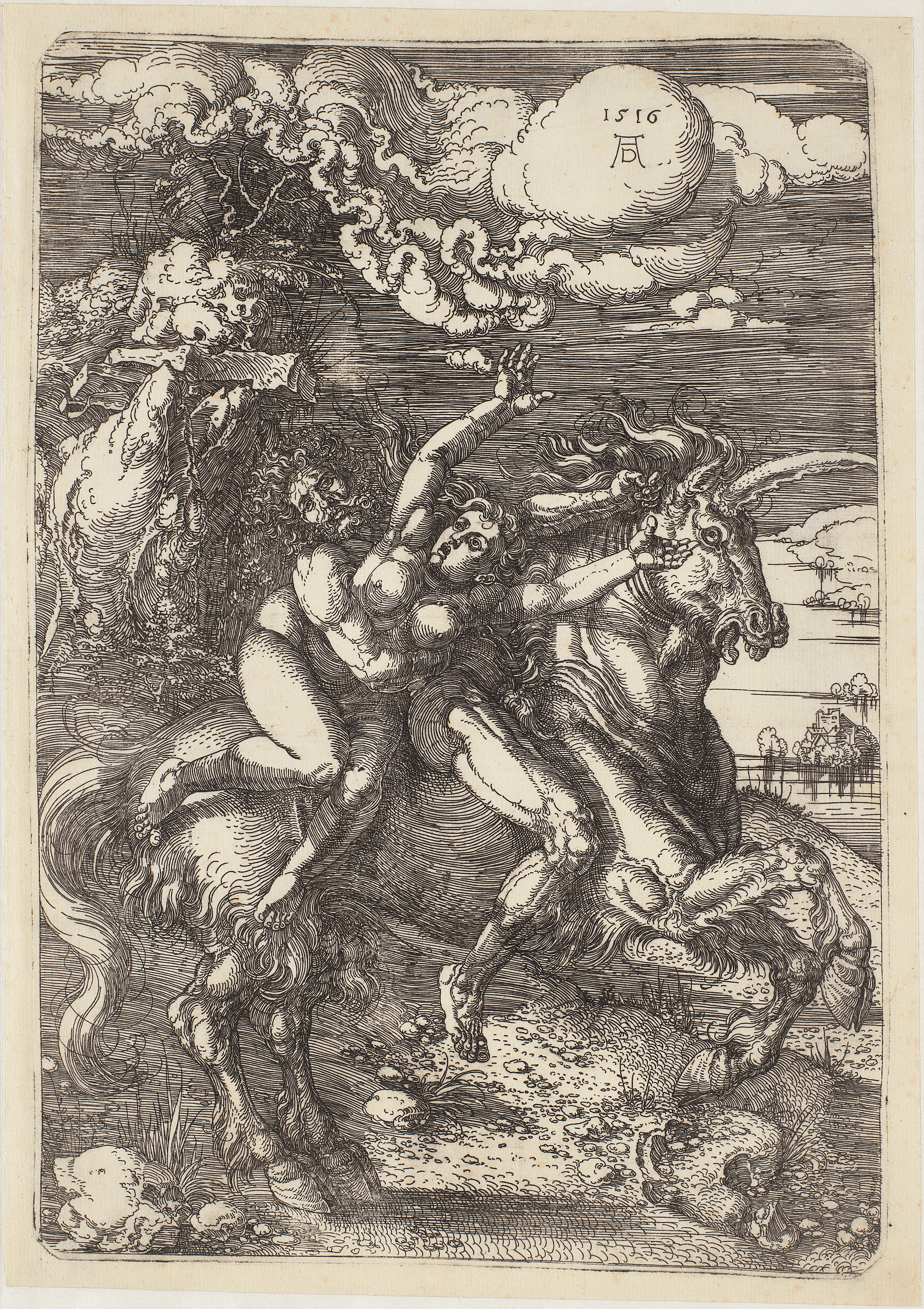
Albrecht Dürer: Únos na jednorožci, 1516
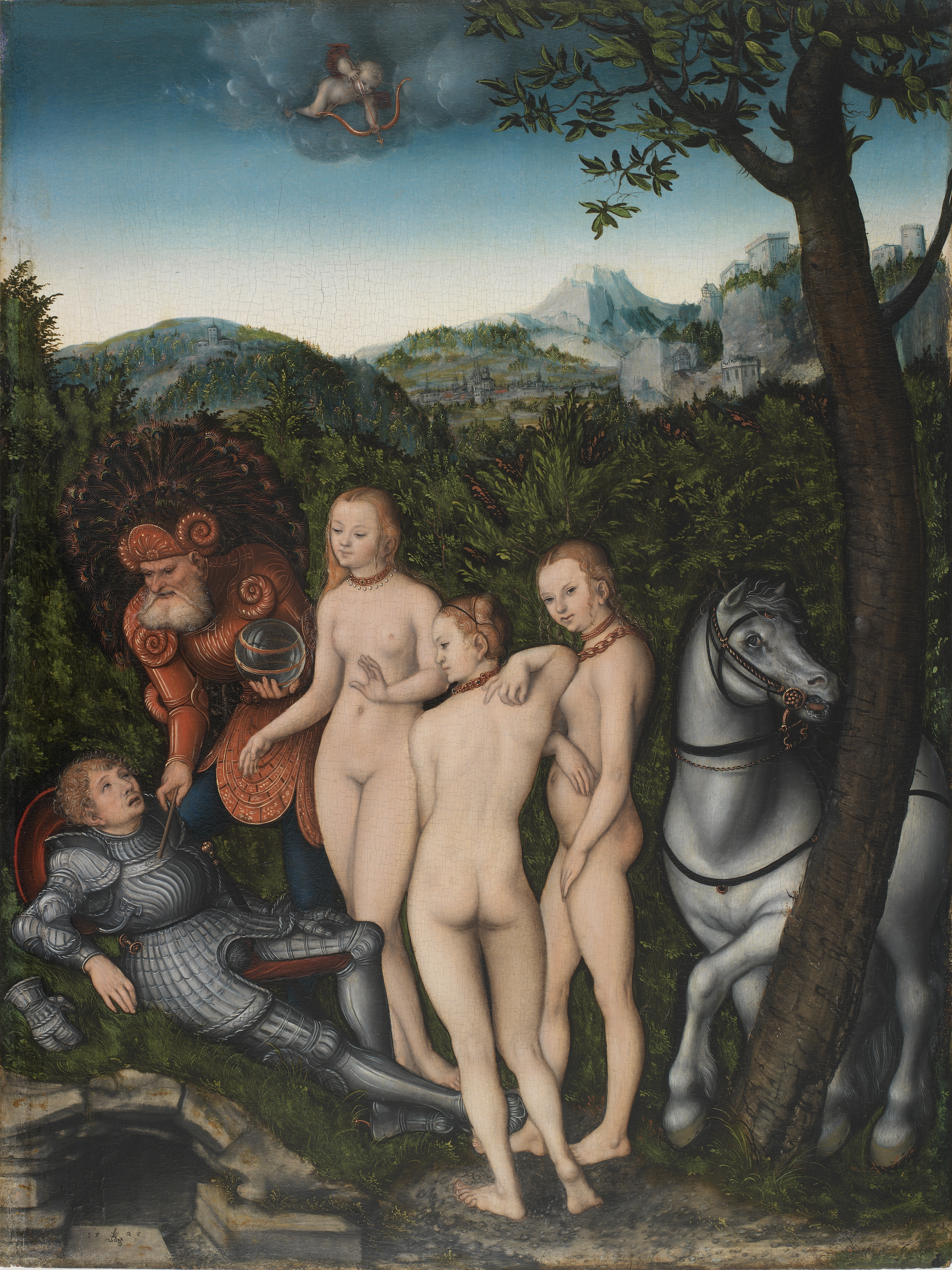
Lucas Cranach starší: Paridův soud, 1527
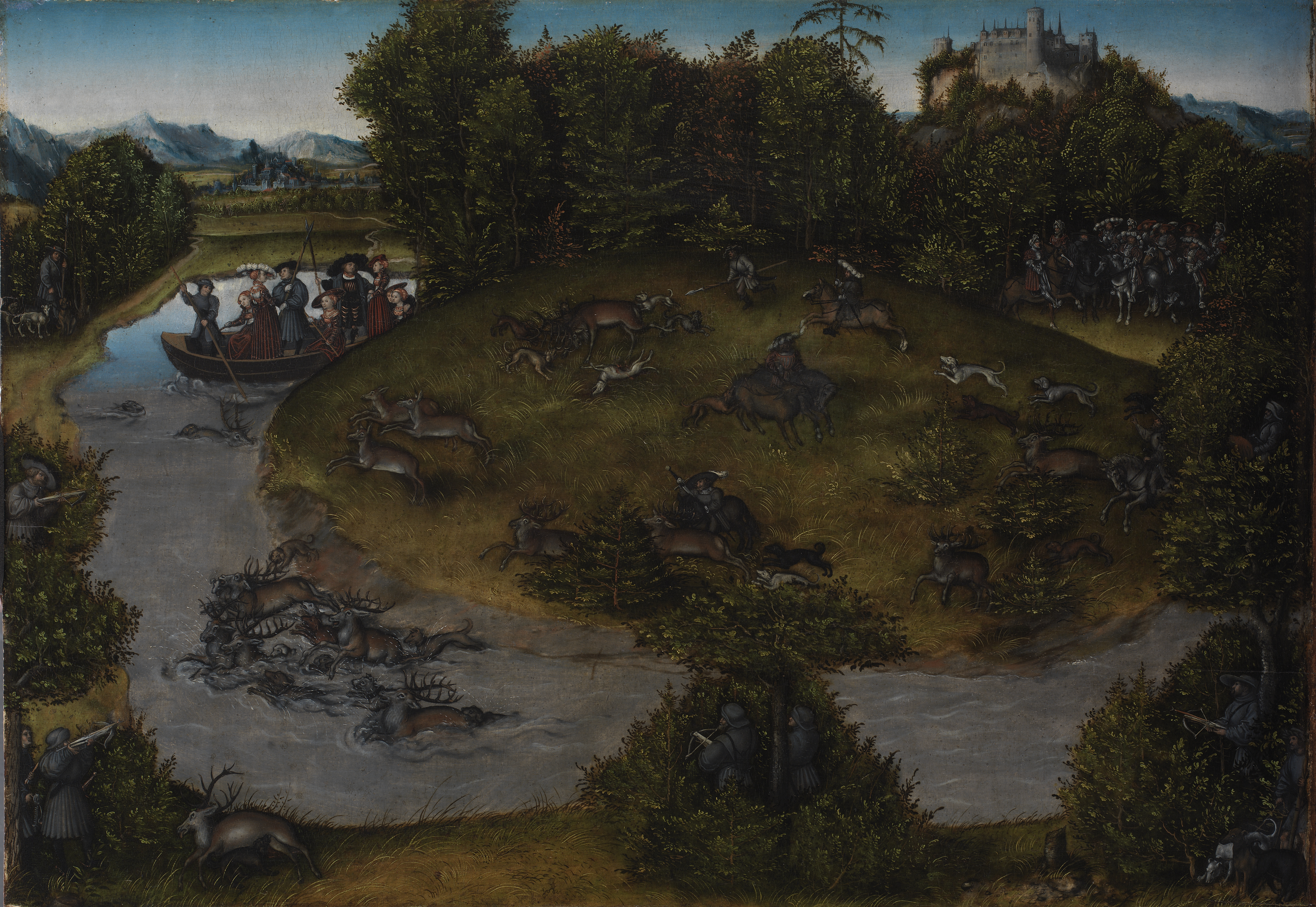
Lucas Cranach starší: Kurfiřt Bedřich Moudrý na lovu jelenů, asi po r. 1529
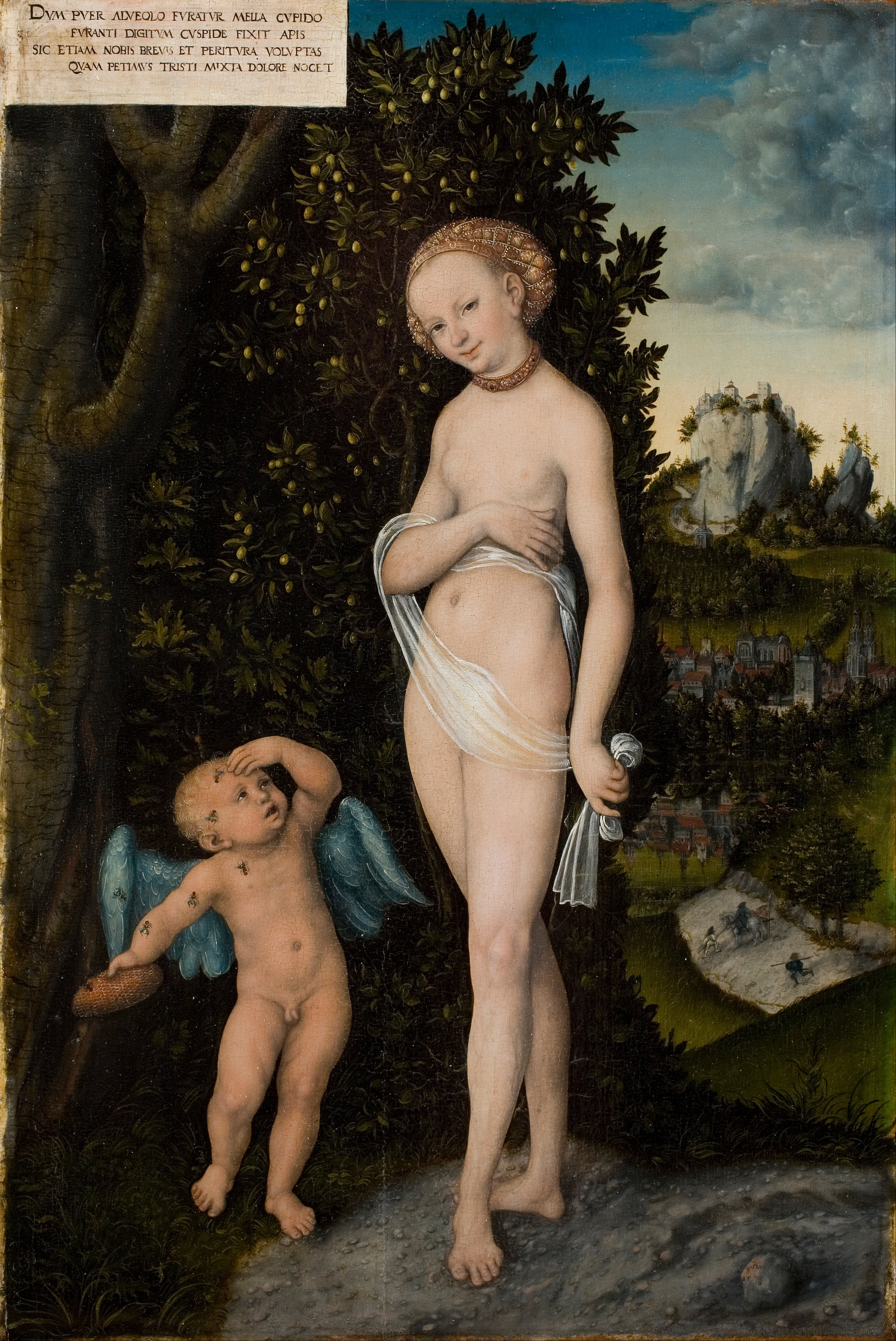
Lucas Cranach starší: Venuše a Kupid, zloděj medu, 1530
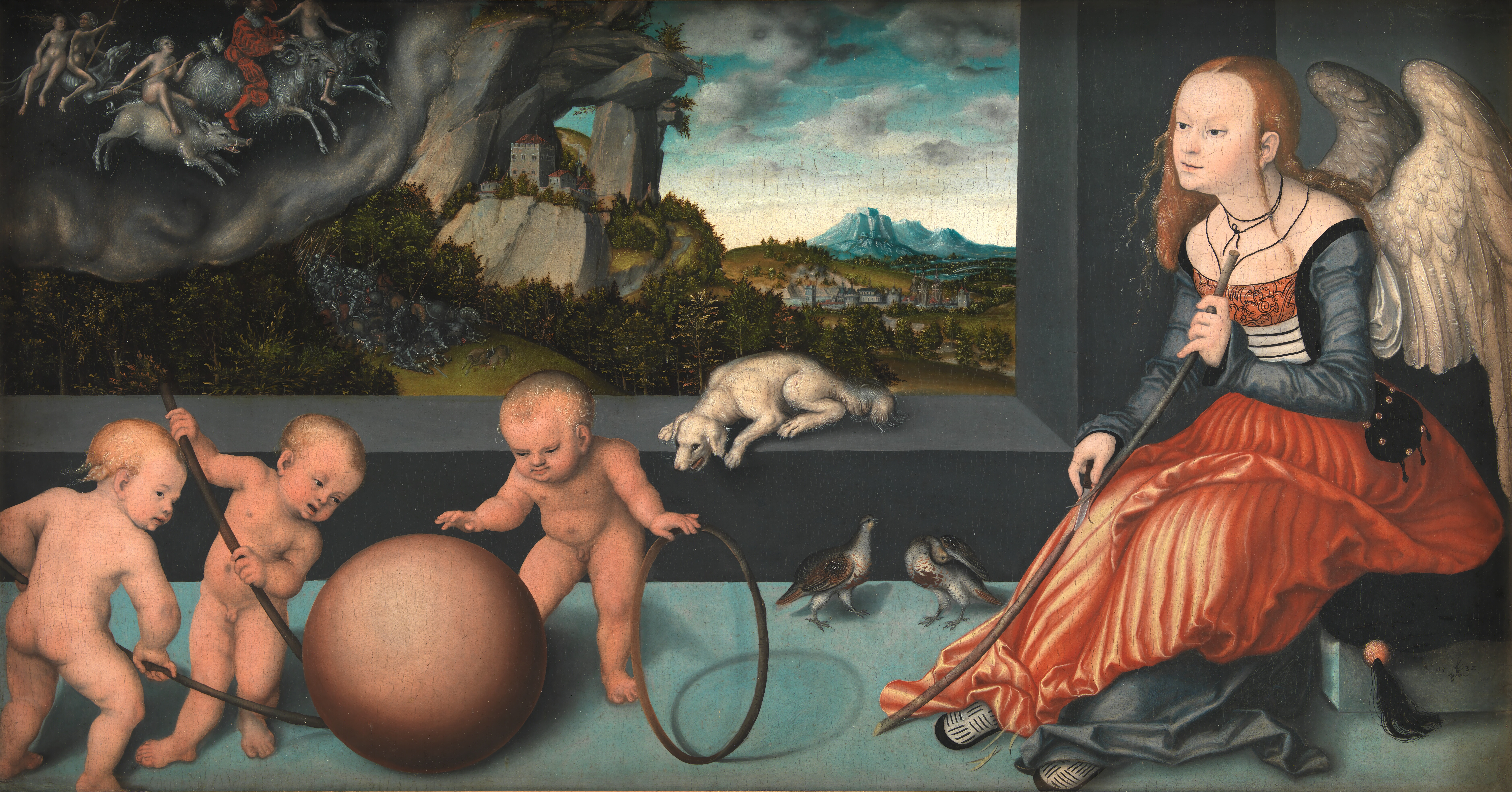
Lucas Cranach starší: Melancholie, 1532
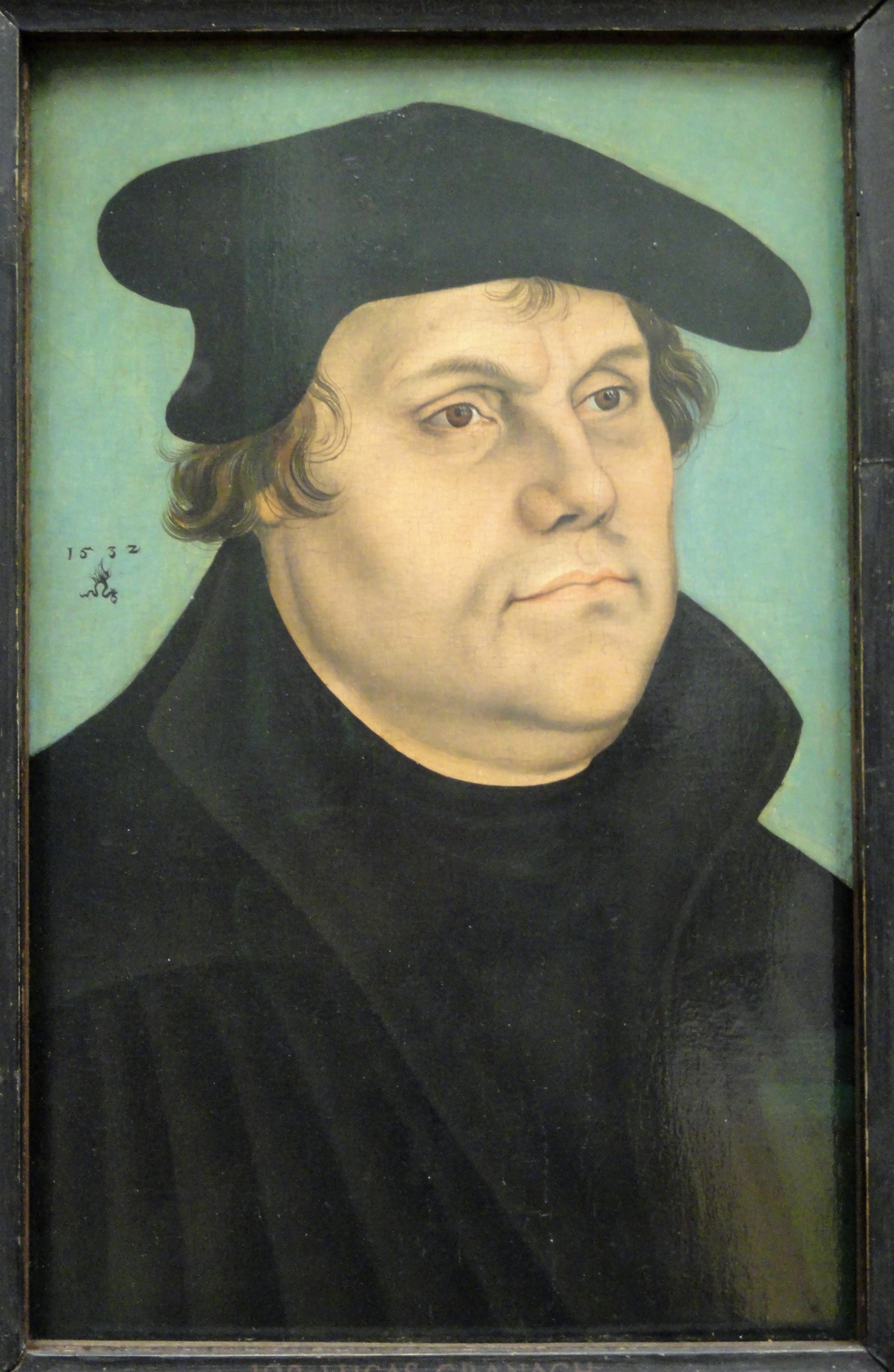
Lucas Cranach starší: Martin Luther, 1532
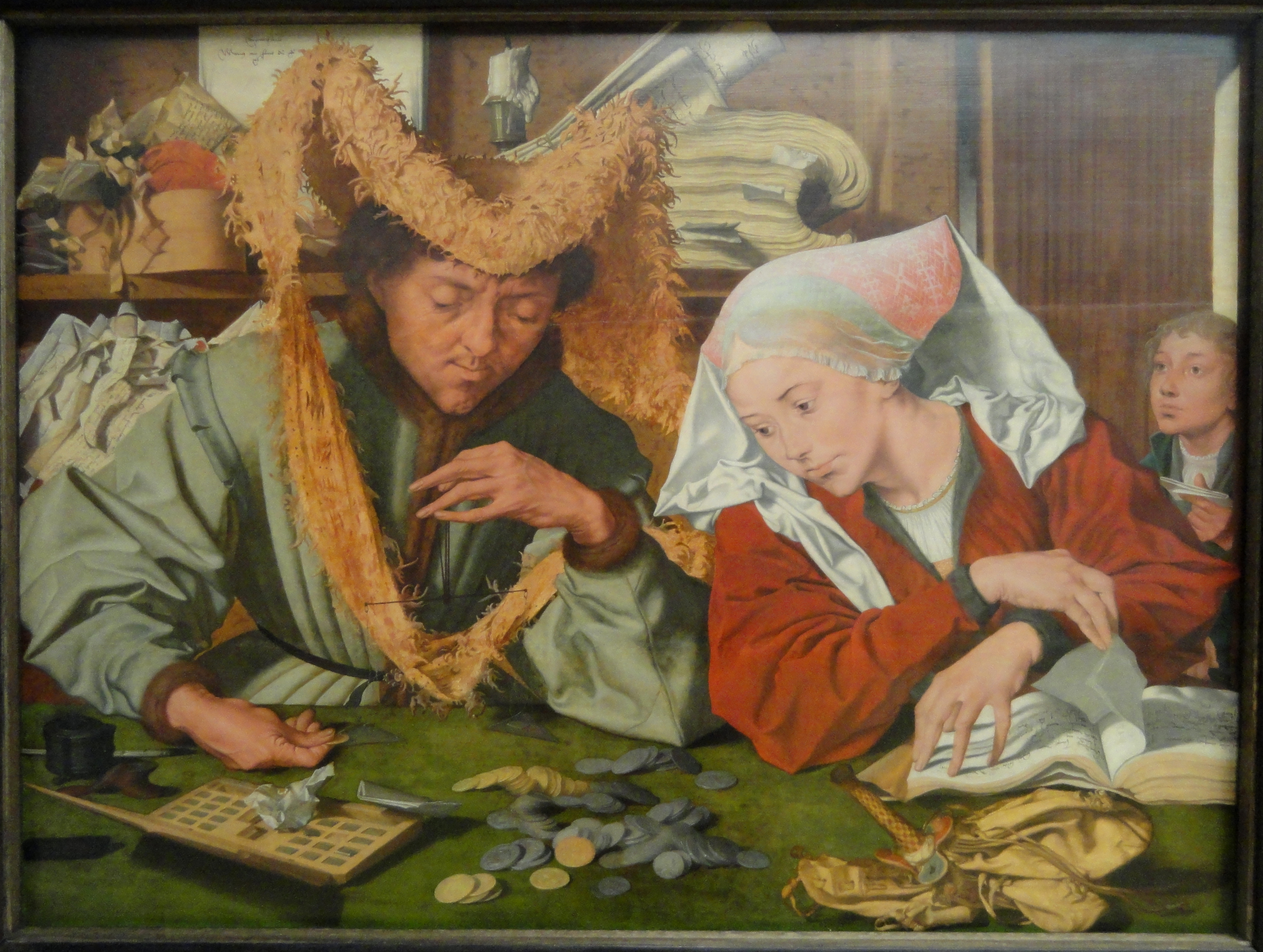
Marinus van Reymerswale: Směnárník a jeho žena, 1540
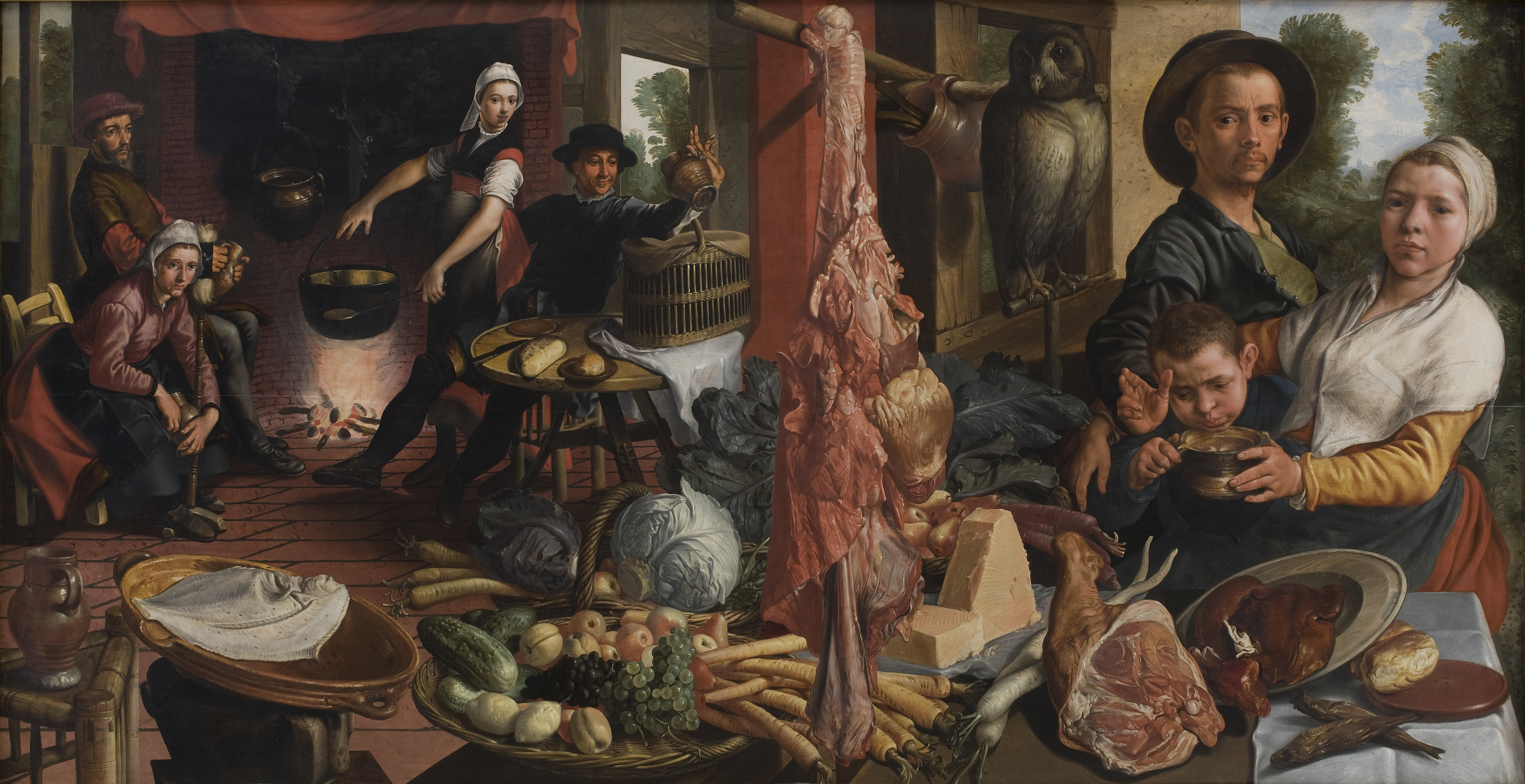
Pieter Aertsen Bohatá kuchyně, alegorie, 1565-1575
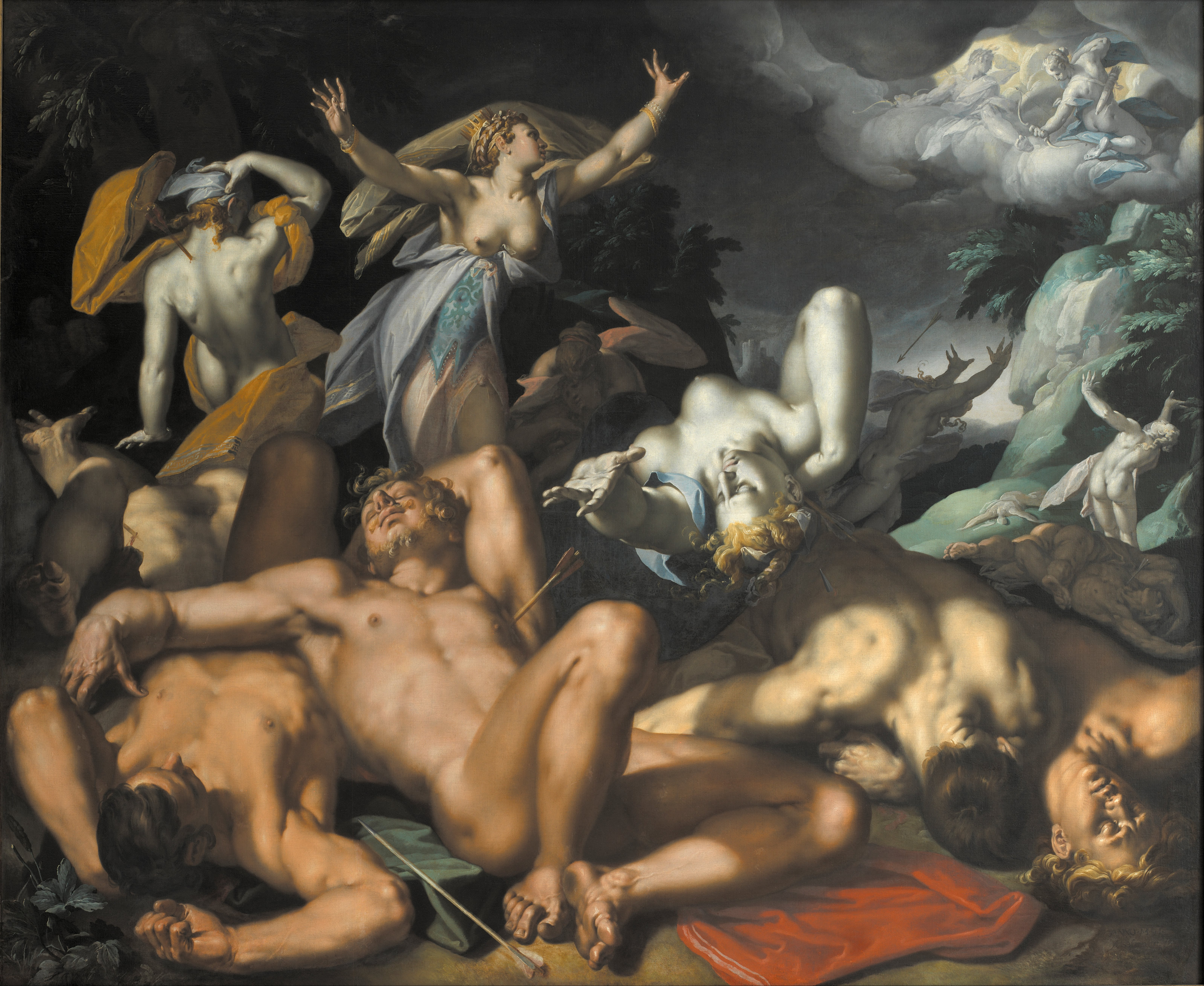
Abraham Bloemaert: Apollo a Diana trestají Niobé zabíjením jejích dětí, 1591
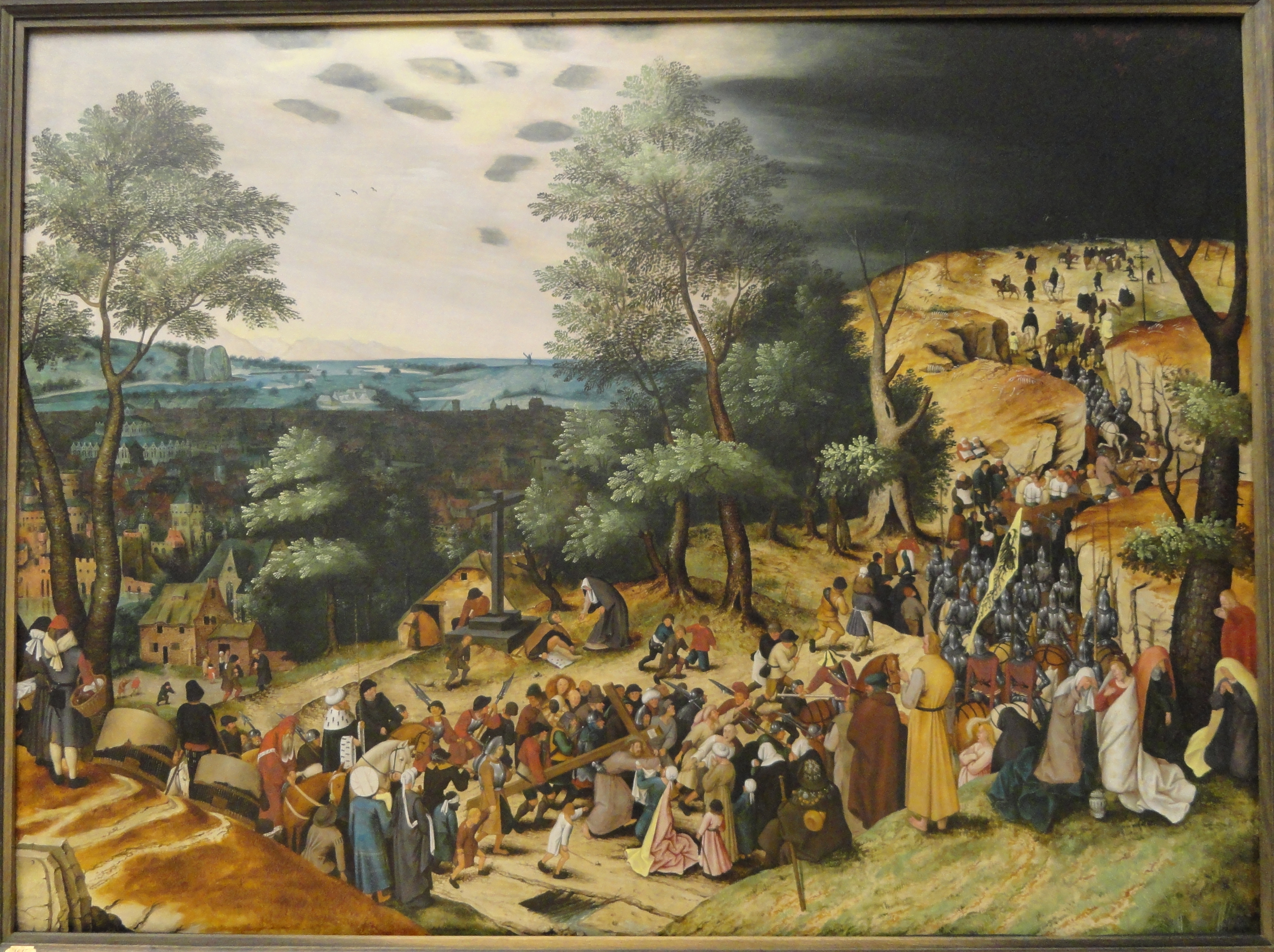
Peter Brueghel mladší: Cesta na Kalvárii, asi 1605,
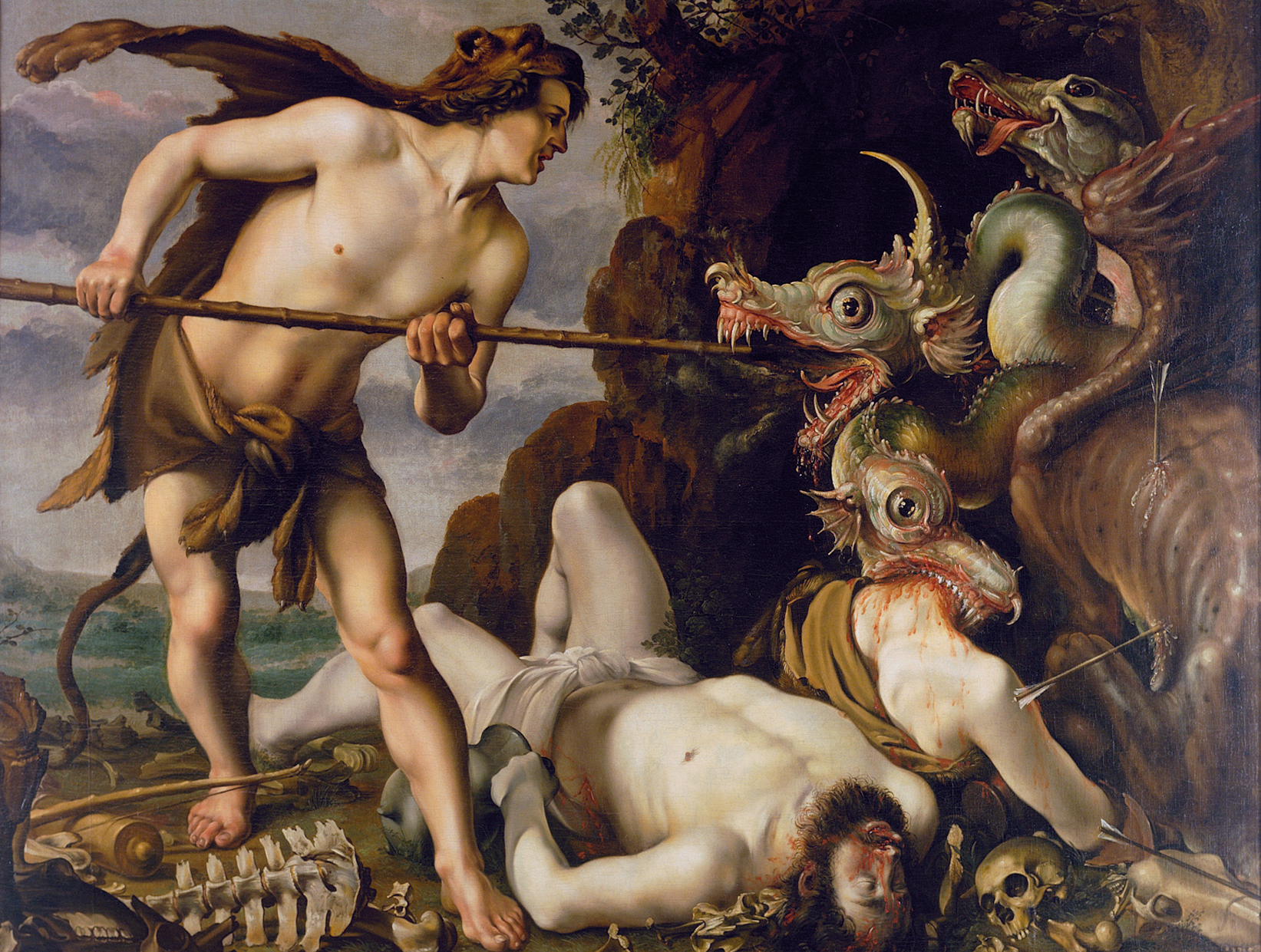
Hendrick Goltzius: Cadmus zabíjí draka
Ambrosius Bosschaert: Květiny v kamenném výklenku, 1618
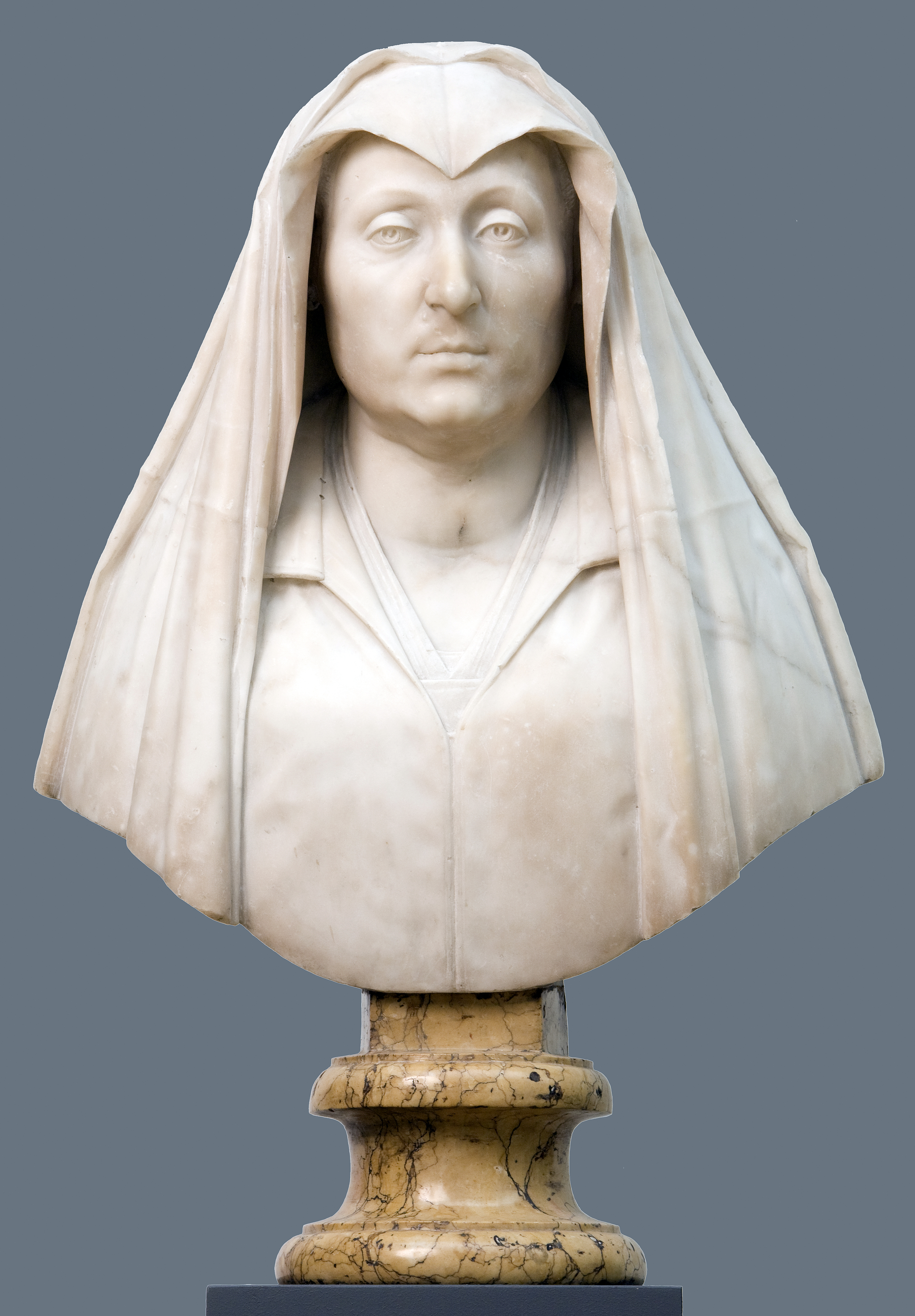
Gian Lorenzo Bernini: Busta Camilly Barbadoriové, 1619
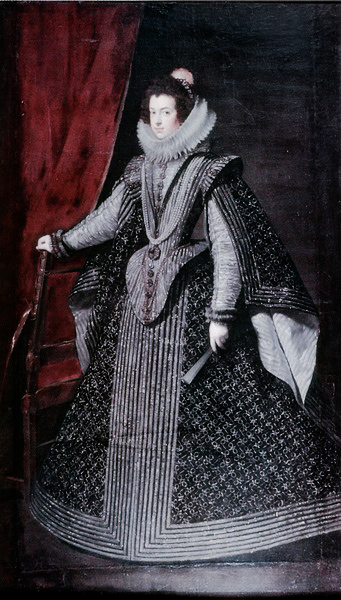
Diego Velázquez, Isabela Bourbonská, asi 1630
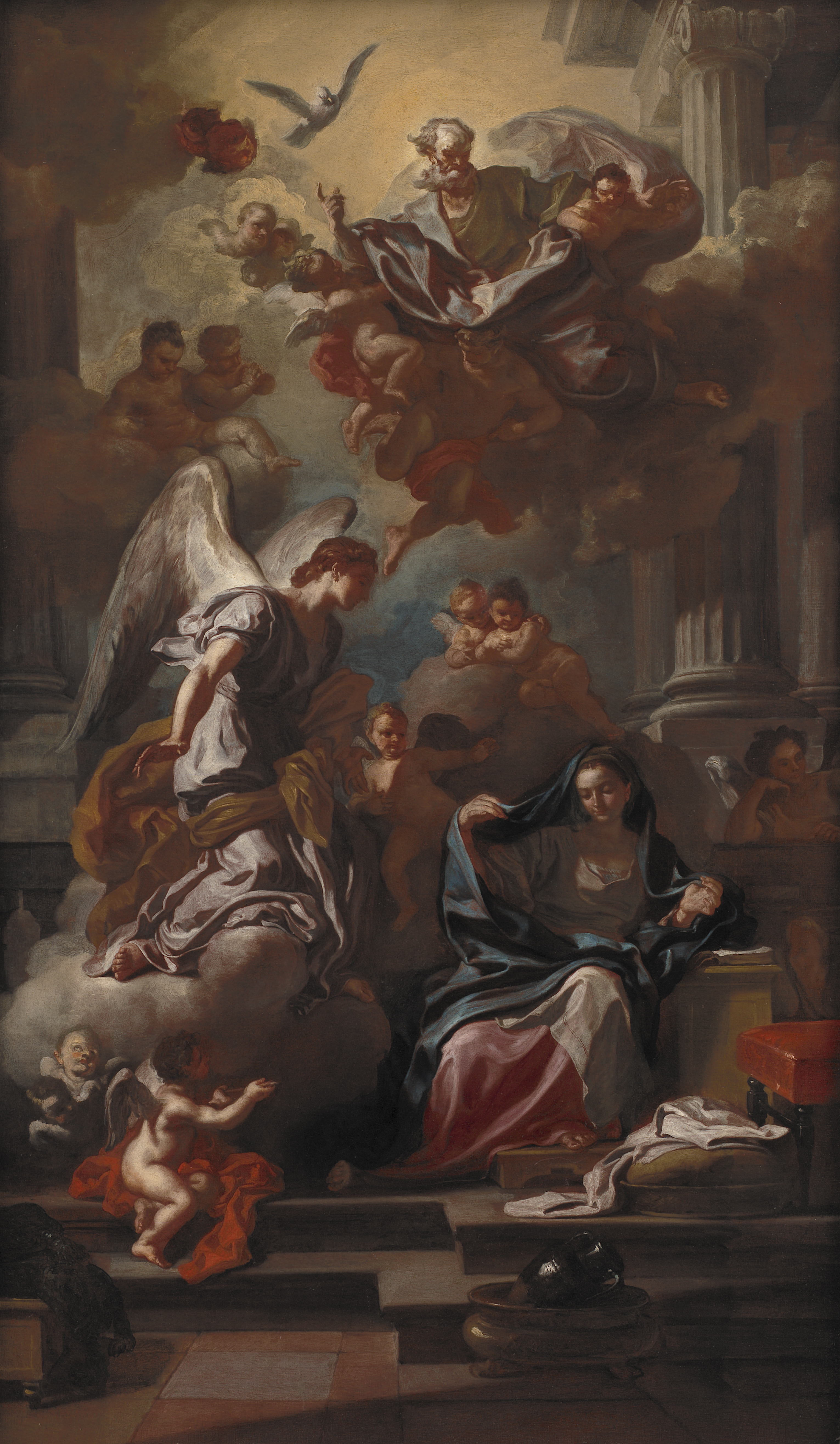
Francesco Solimena: Zvěstování
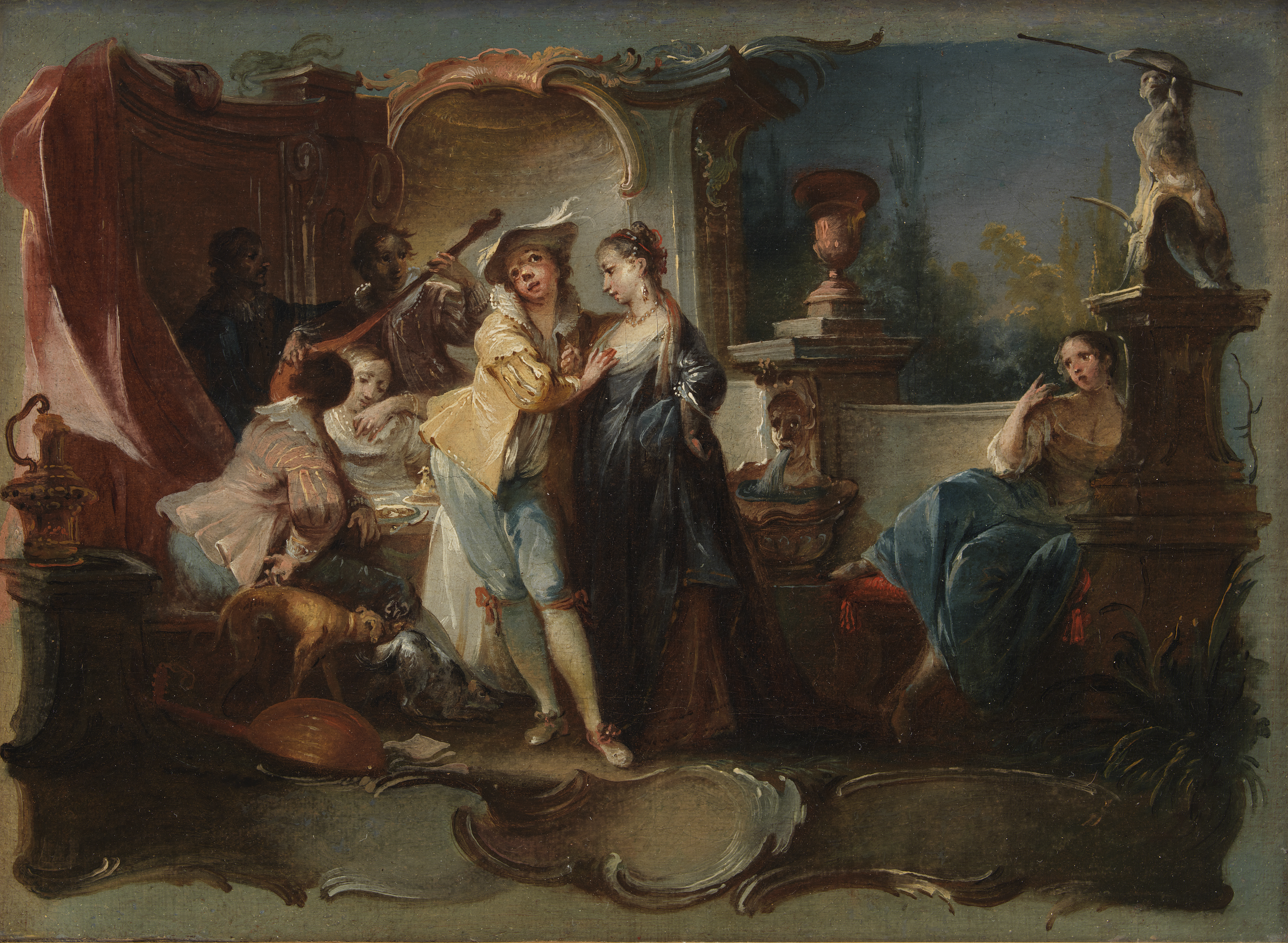
Johann Wolfgang Baumgartner: Marnotratný syn s nevěstkami
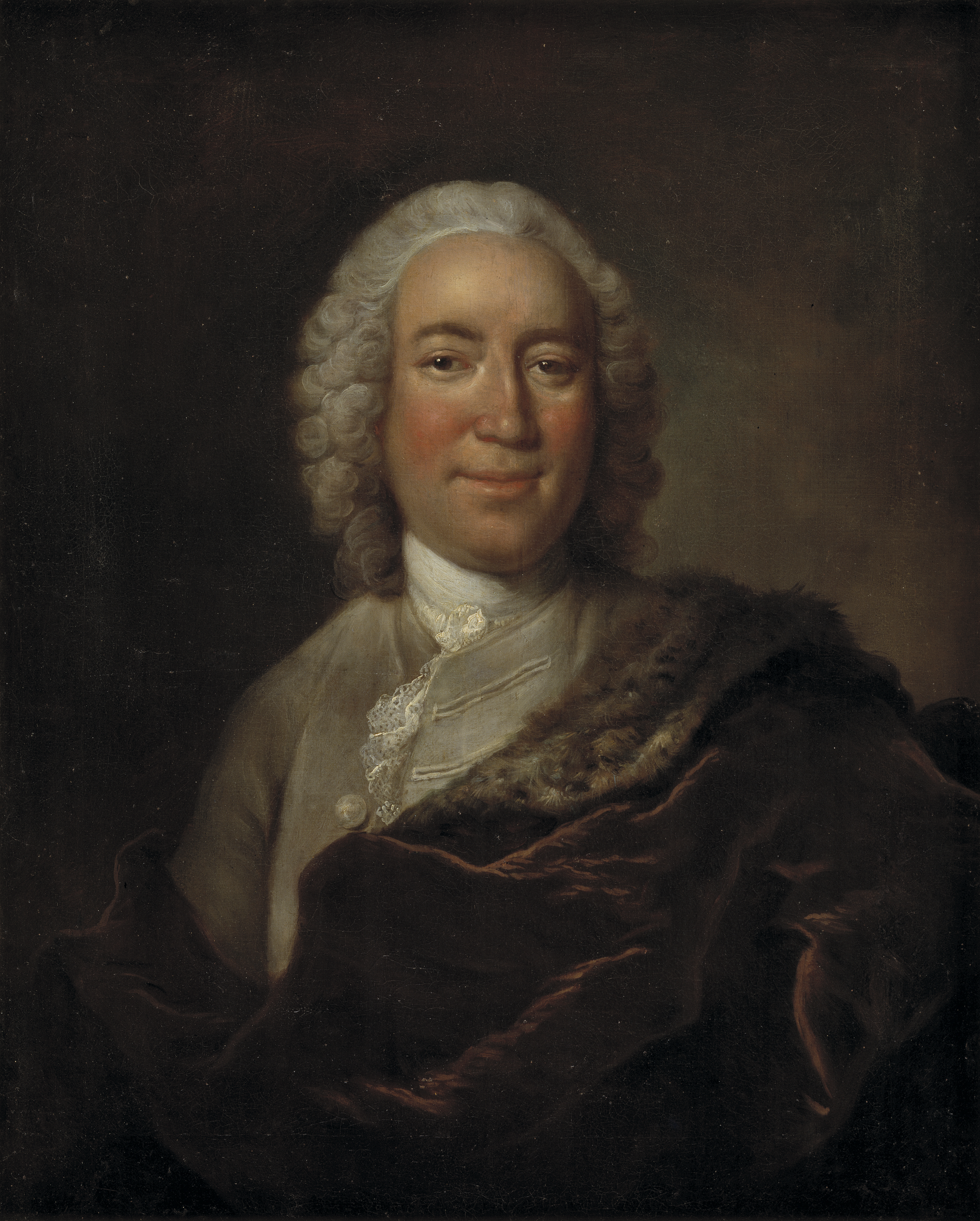
Johann Salomon Wahl: Gerhard Morell, 1765
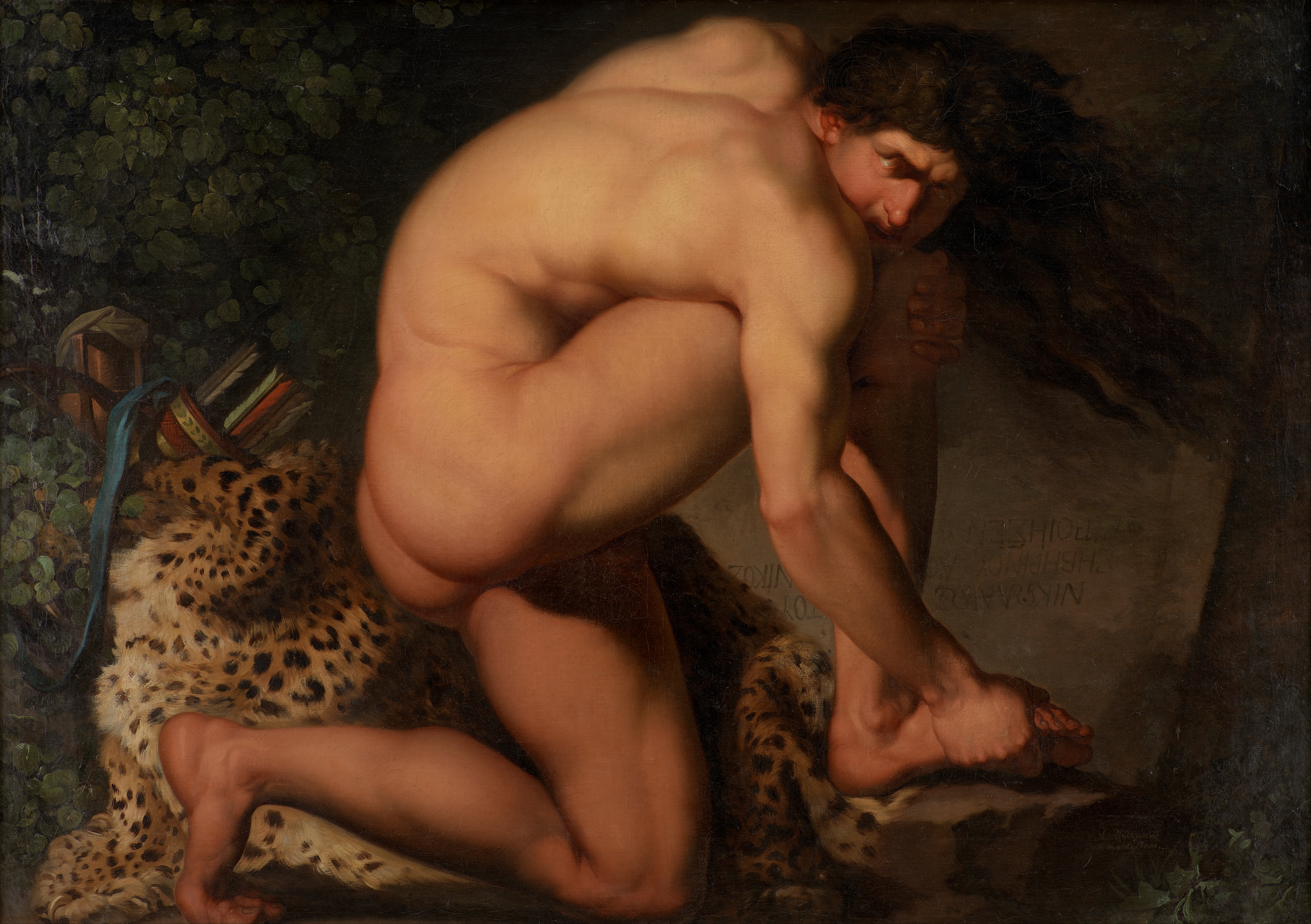
Nicolai Abraham Abildgaard: Zraněný Filoktétés, 1775
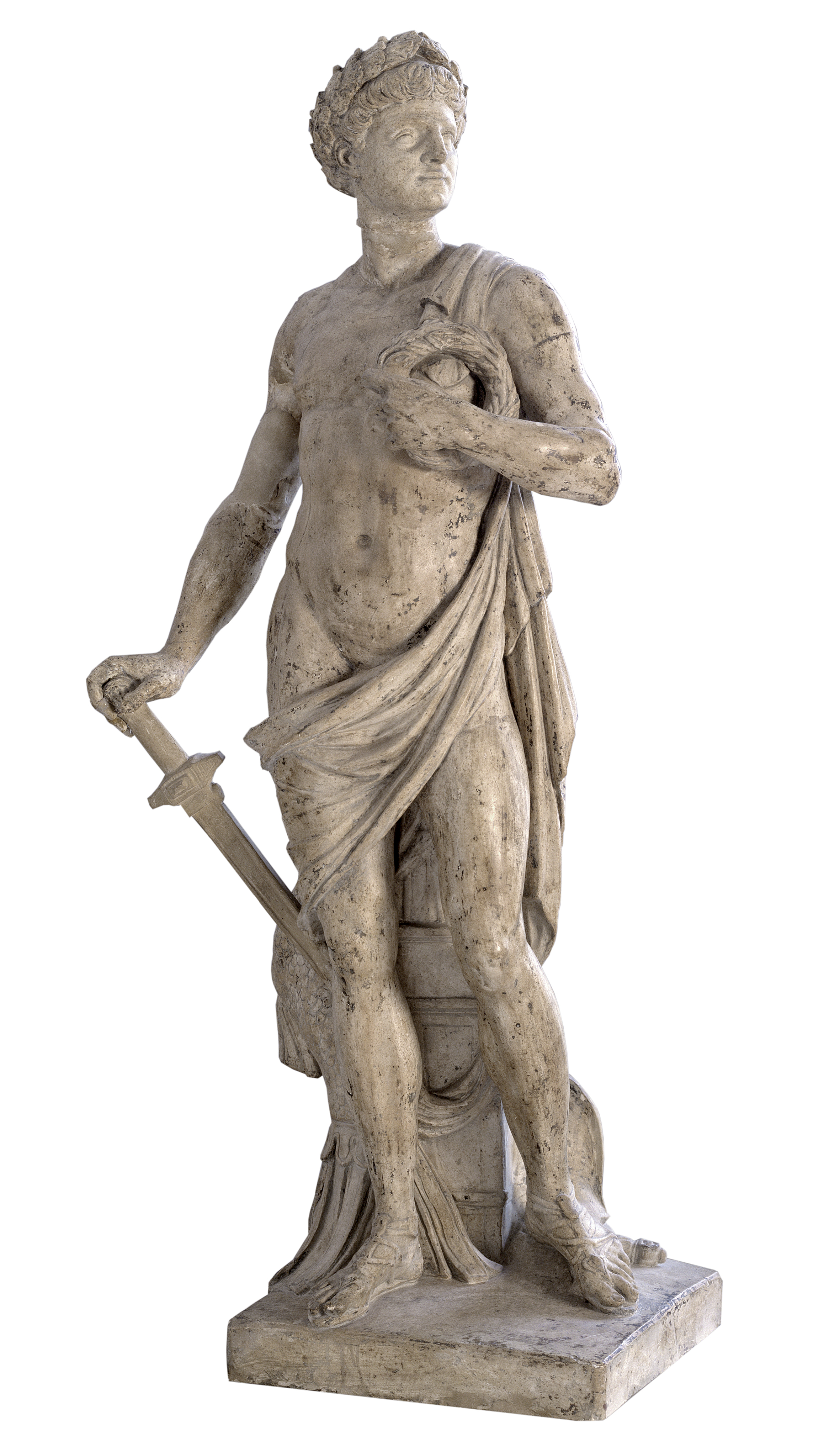
Carl Frederik Stanley: Amor patriae. Alegorie vlastenectví, 1777
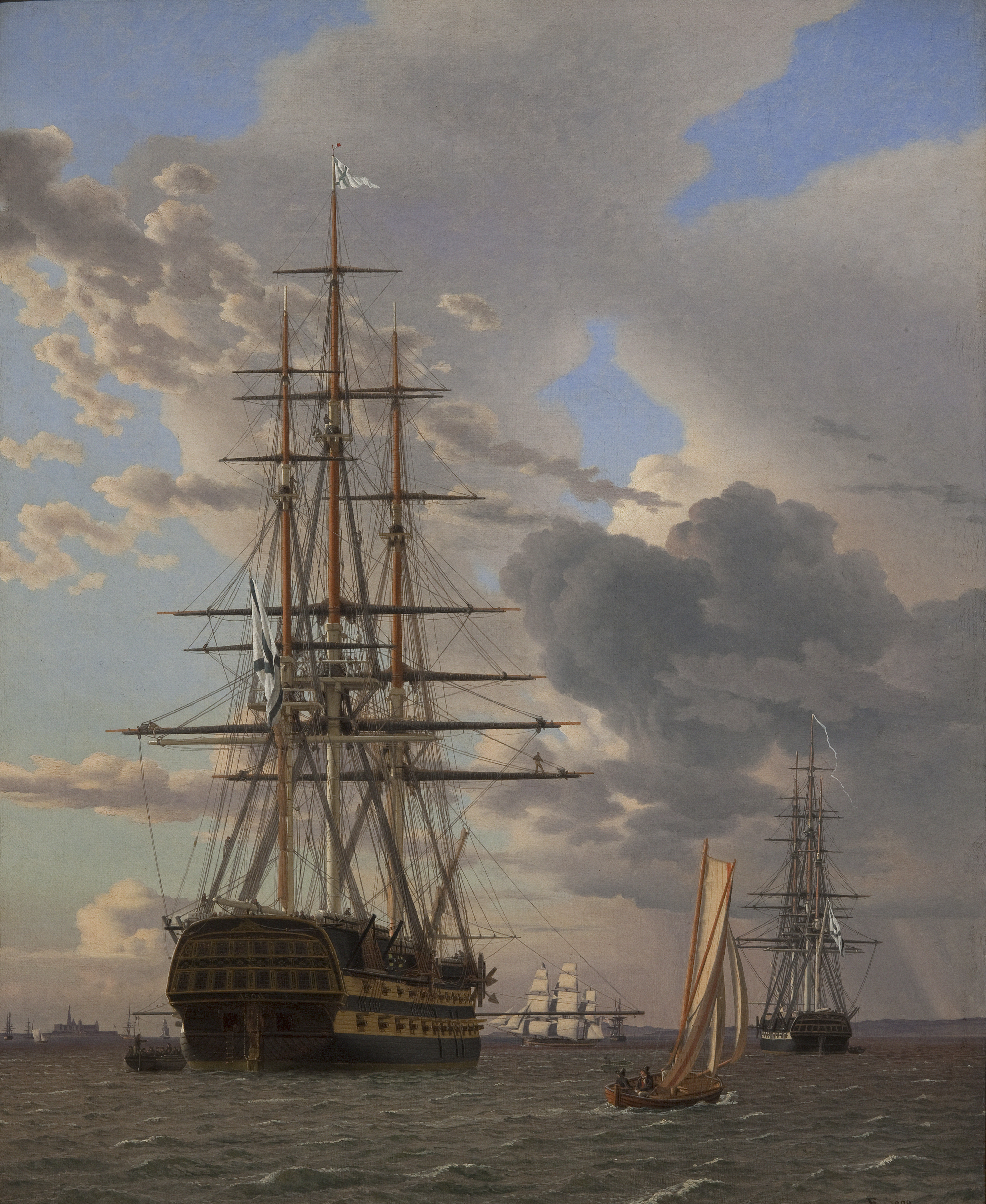
Christoffer Wilhelm Eckersberg: Ruská válečná loď Azov a fregata kotví u Elsinoru, 1828
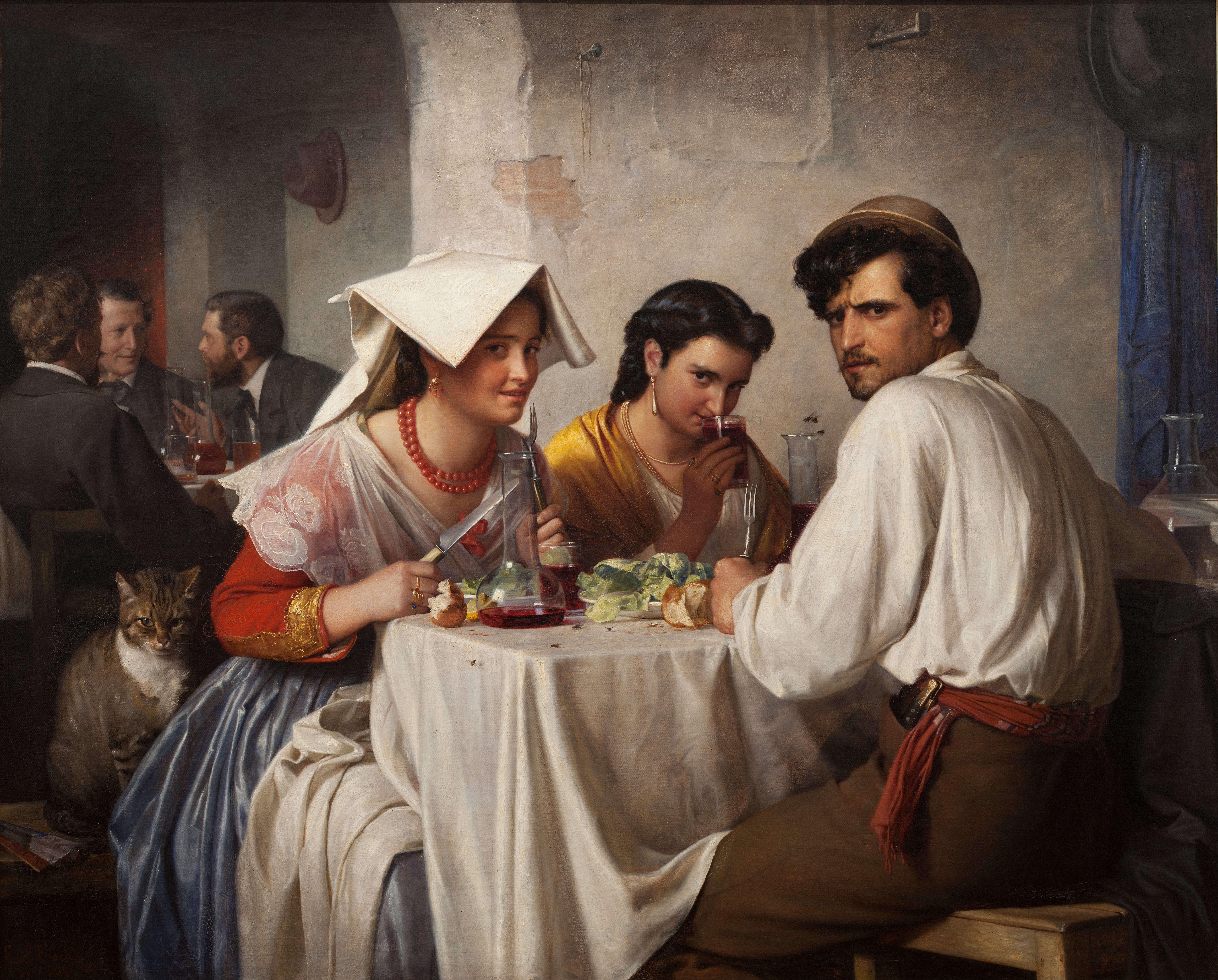
Carl Bloch: V římské osterii, 1866
Anna Petersenová Bretaňská zahradnice ve skleníku, 1884
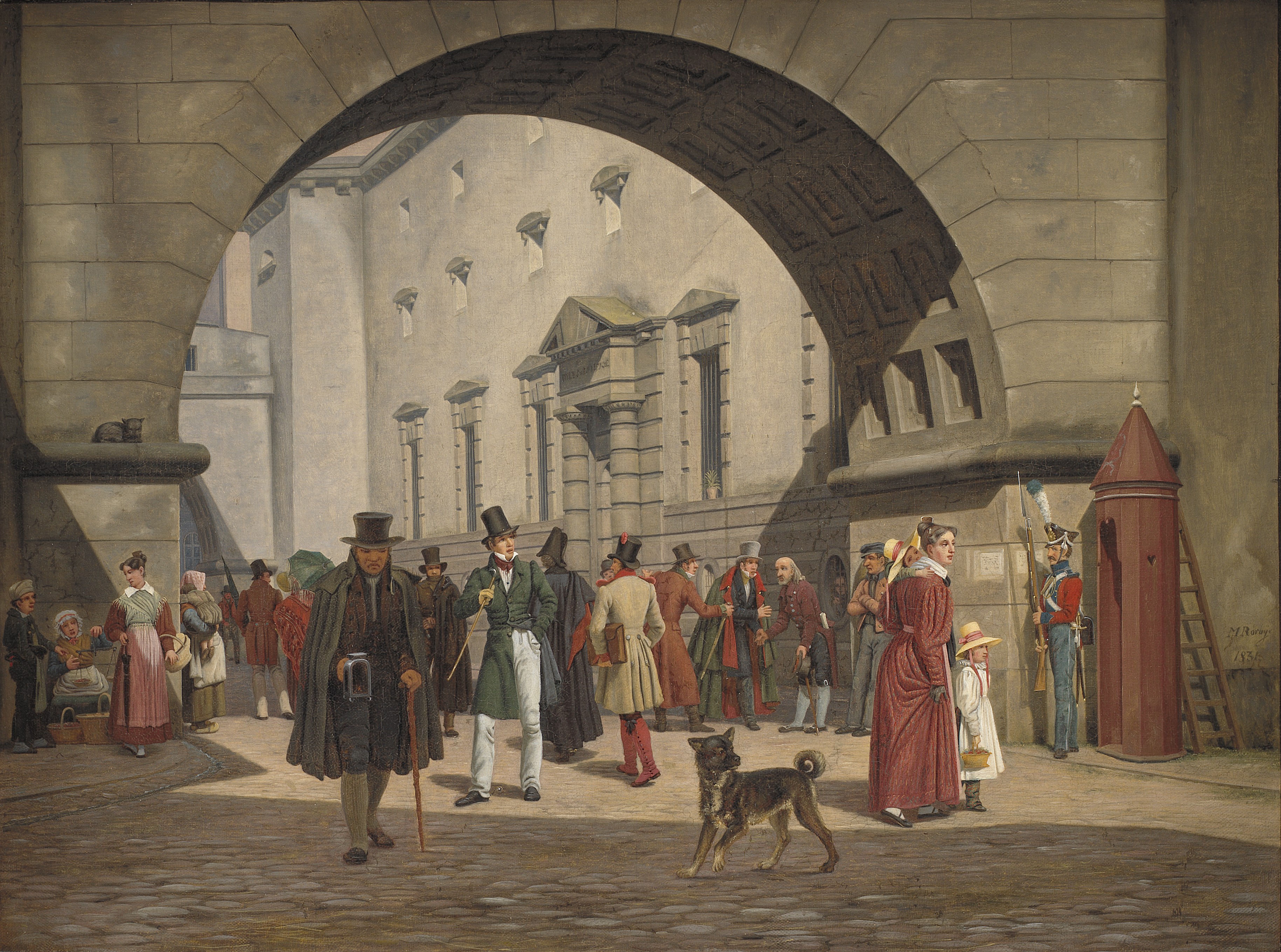
Martinus Rørbye: Kodaňské vězení, 1831
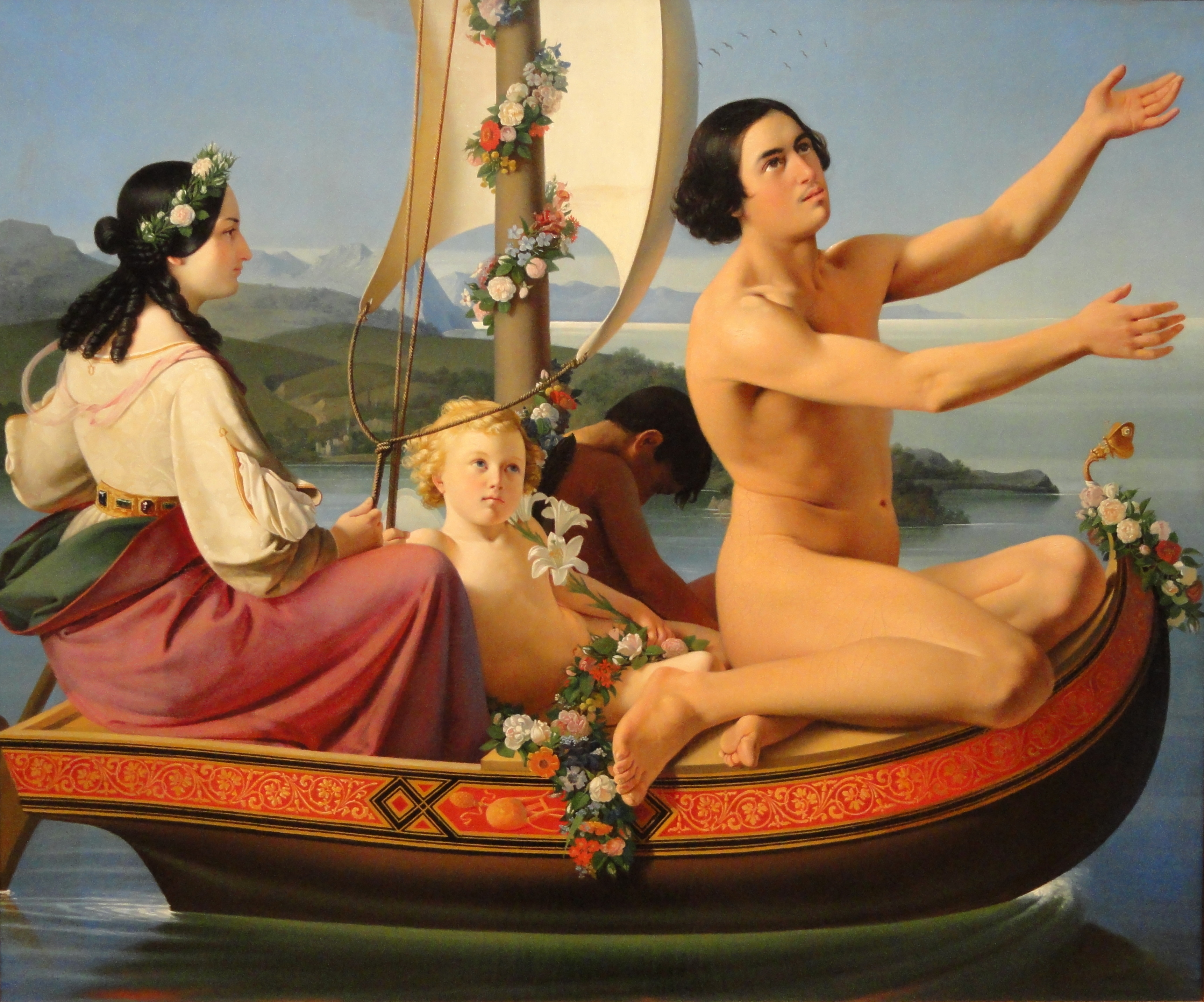
Ditlev Blunck: Mládí
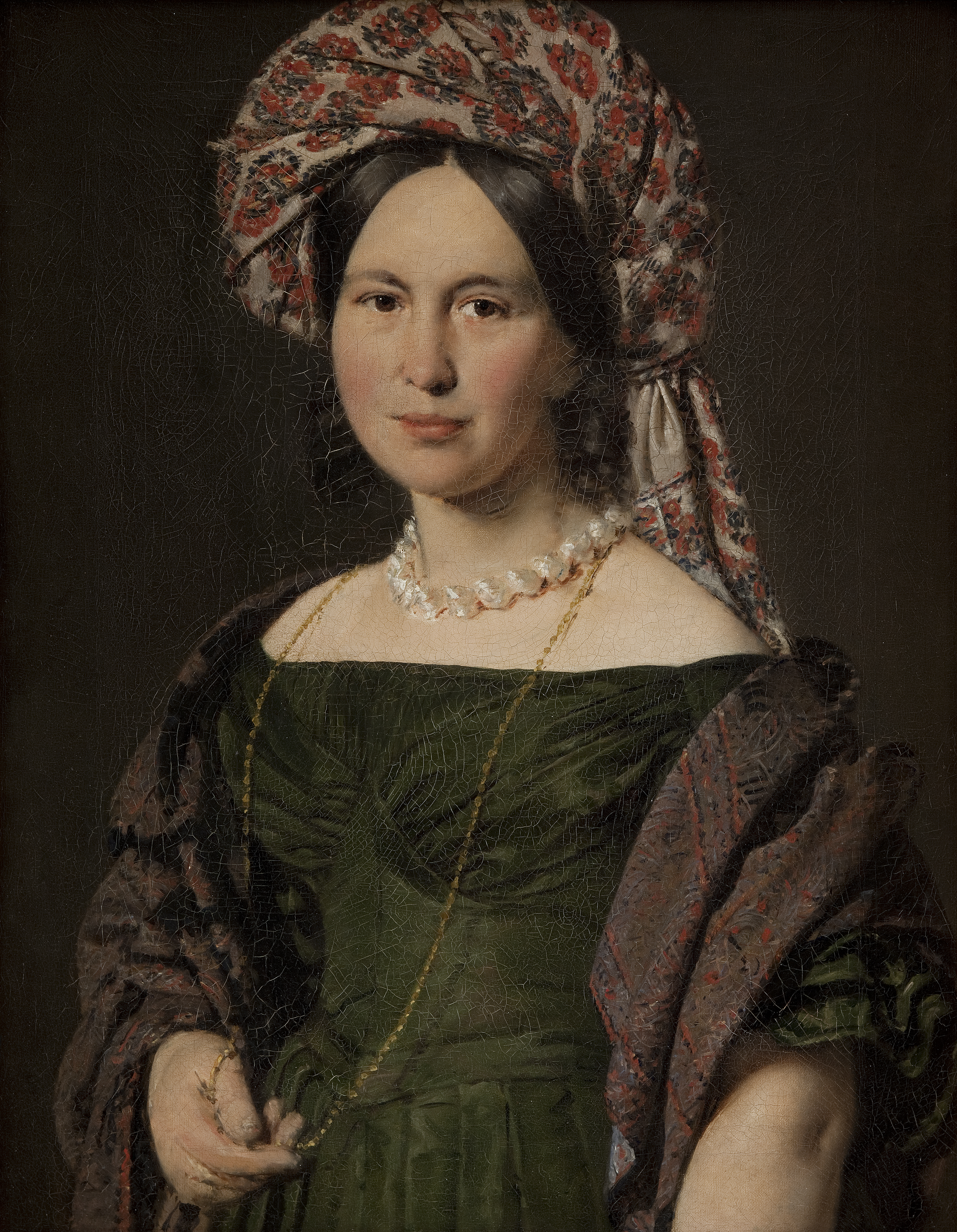
Christian Albrecht Jensen: Umělcova žena Catherine Jensenoví v turbanu, asi 1842-4
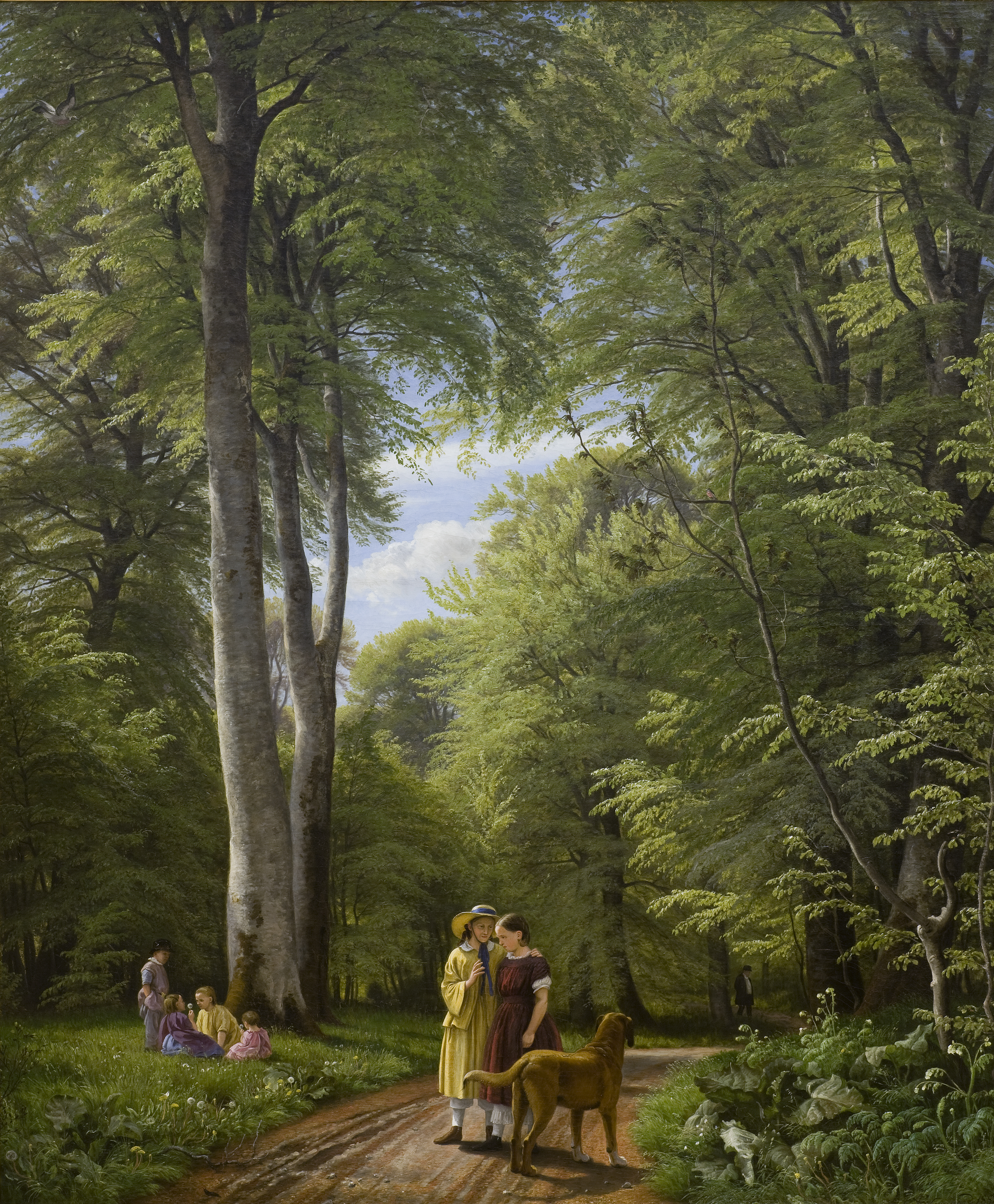
Peter Christian Skovgaard: Buky v máji u Iselingenu, 1857
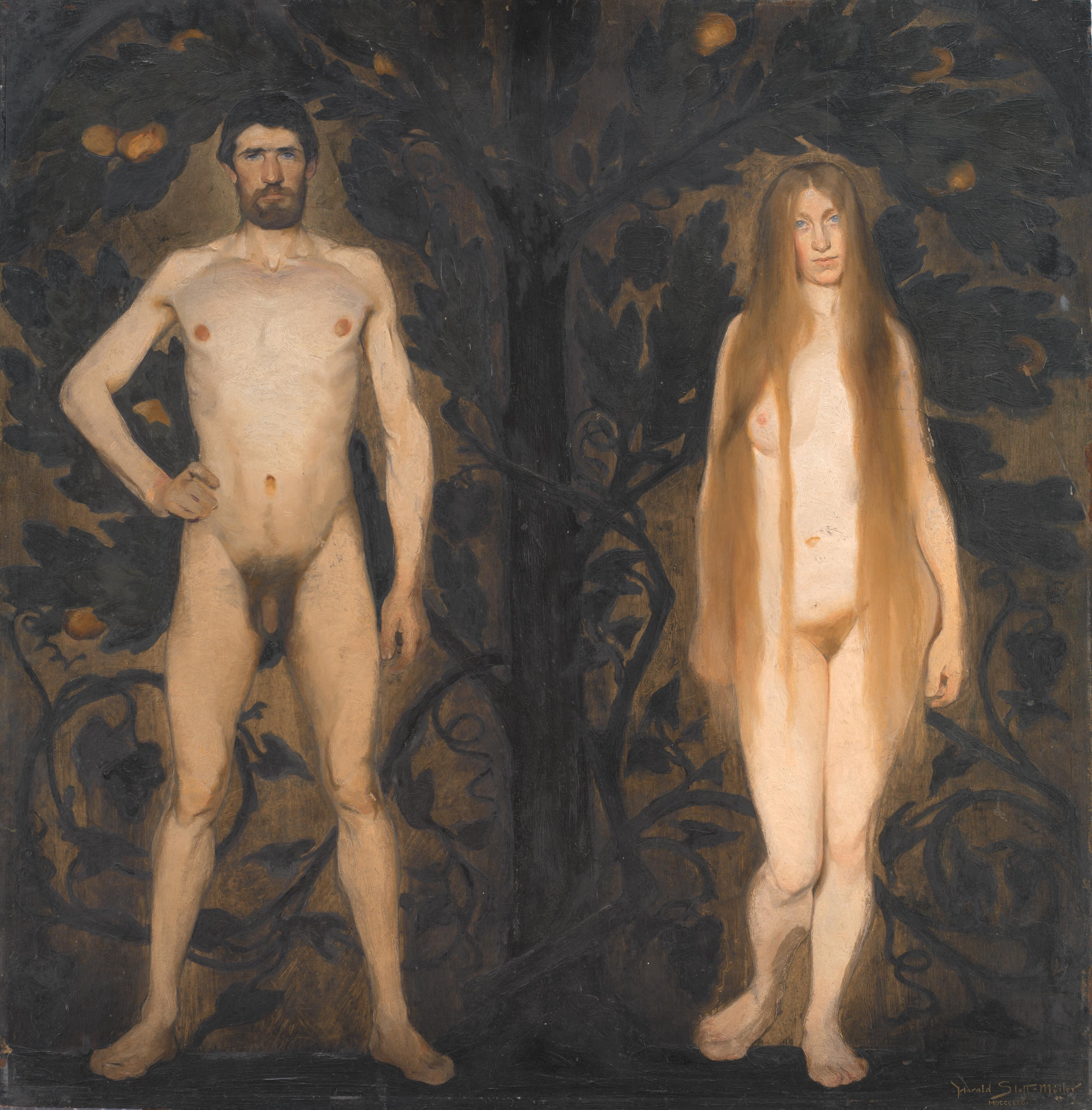
Harald Slott-Moller Adam a Eva, 1891
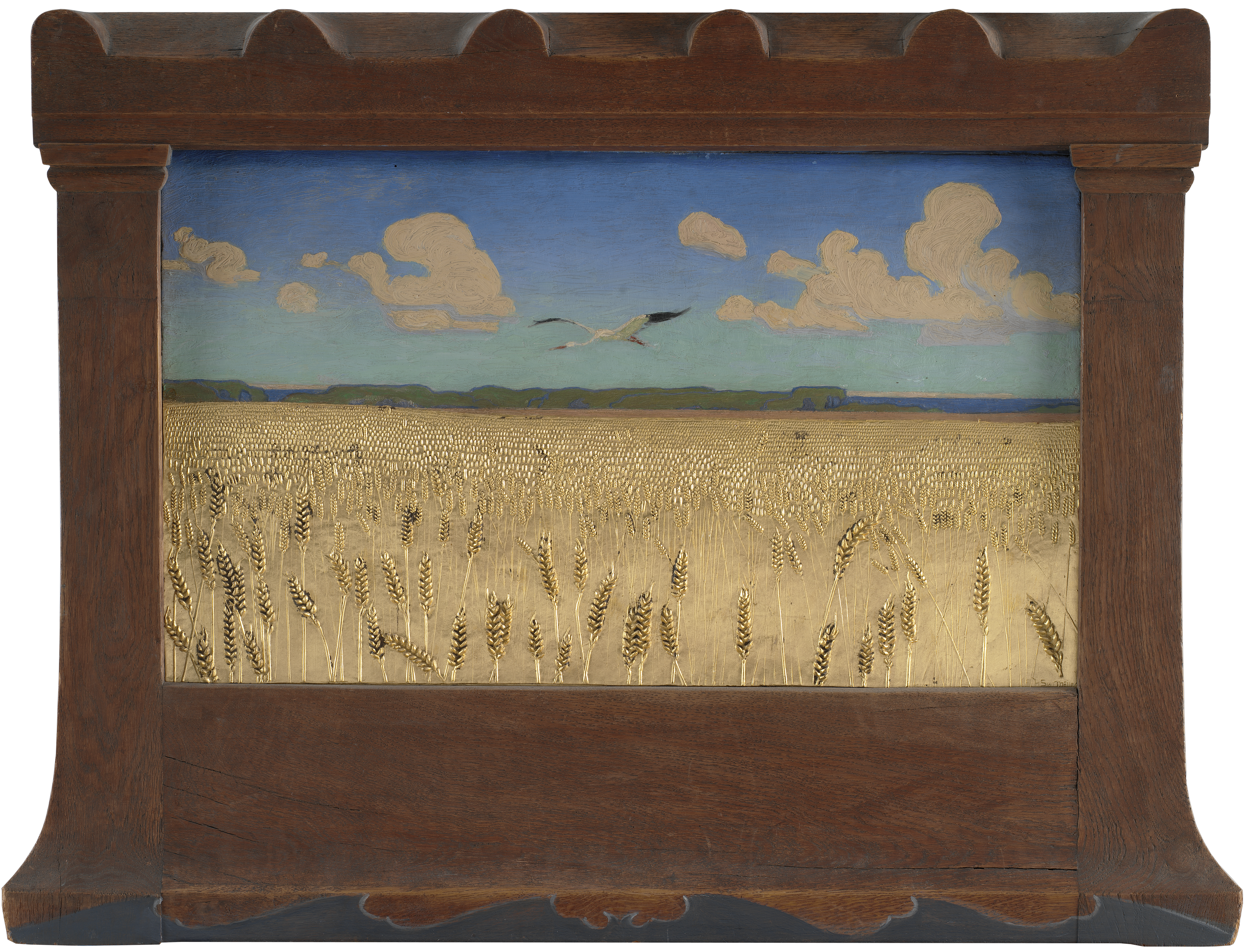
Harald Slott-Møller: Dánská krajina, 1891
Vilhelm Hammershøi: Artemis, 1893-4
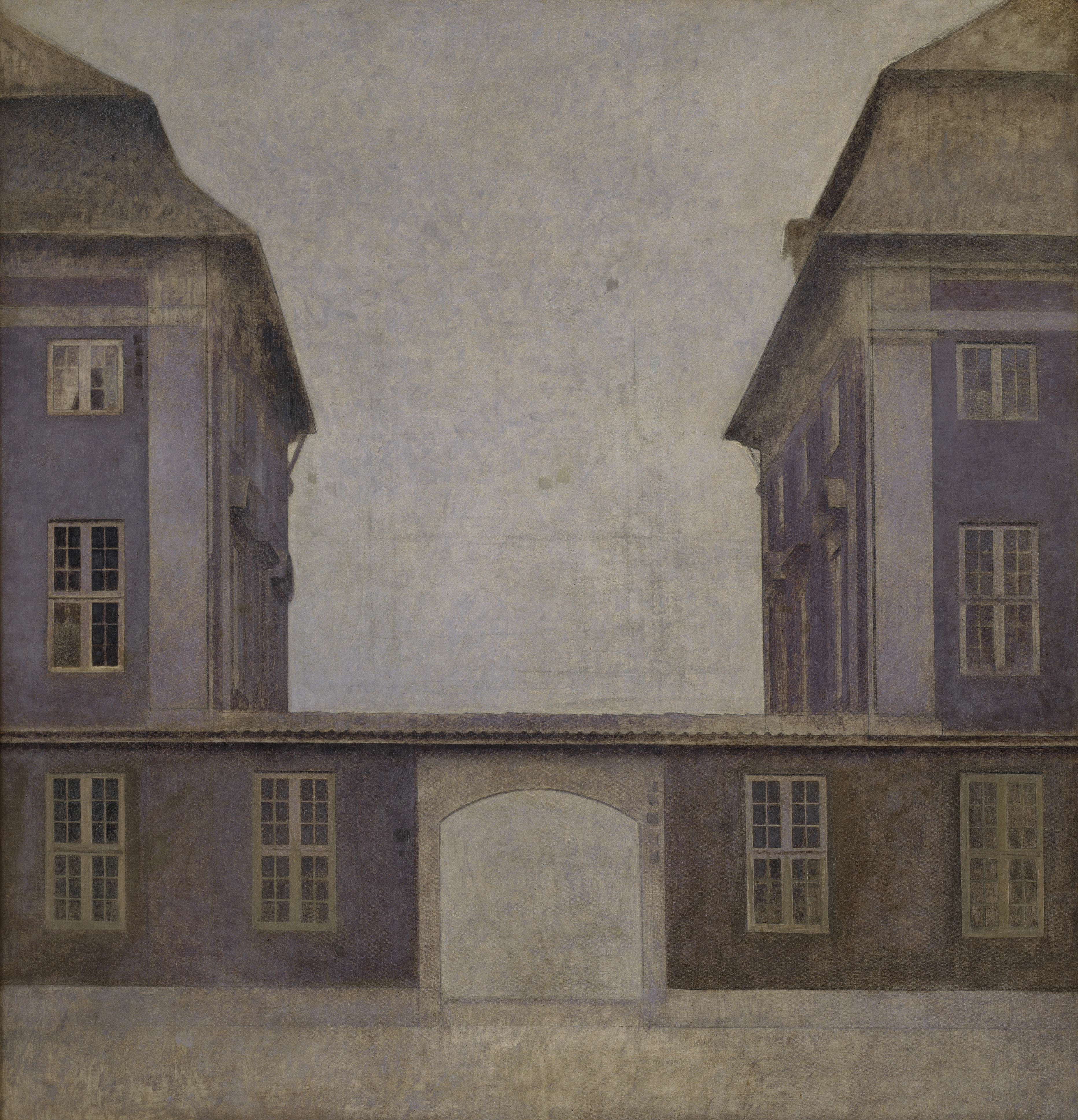
Vilhelm Hammershøi: Budovy Asijské společnosti z Ulice sv. Anny, 1902
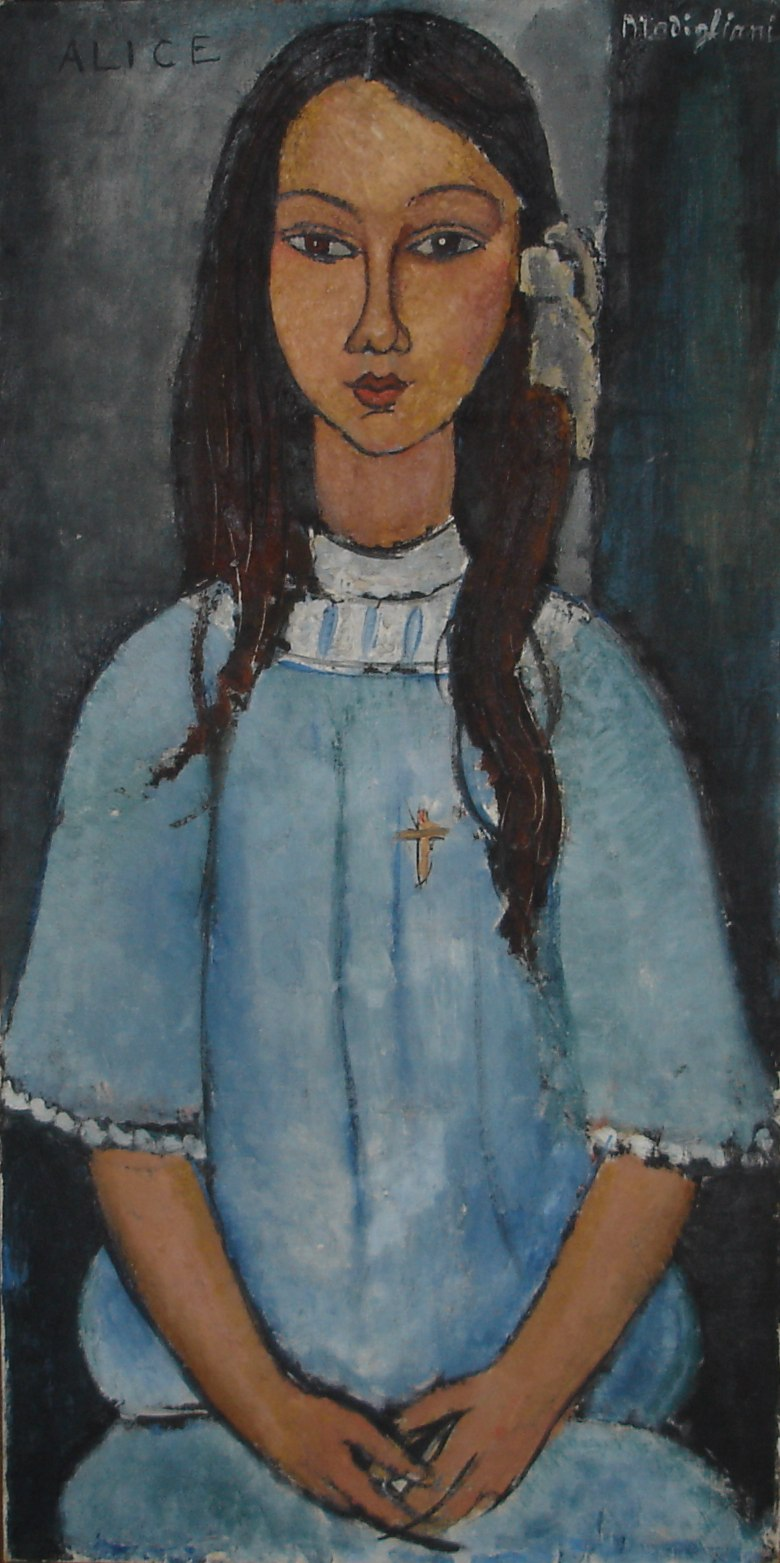
Amedeo Modigliani, 1915, Alice